# Charles Chaplin
Charles Spencer Chaplin (Londres, 16 de abril de 1889-Corsier-sur-Vevey, 25 de diciembre de 1977) fue un actor cómico, cineasta y compositor inglés que alcanzó la fama en la era del cine mudo. Se convirtió en un ícono mundial a través de su personaje cinematográfico, el vagabundo, y es considerado una de las figuras más importantes de la industria cinematográfica. Su carrera abarcó más de 75 años, desde su infancia en la época victoriana hasta un año antes de su muerte en 1977, e incluyó tanto elogios como controversias.
La infancia de Chaplin en Londres fue de pobreza y penurias. Su padre estaba ausente y su madre tenía problemas económicos: lo enviaron a un asilo de niños pobres dos veces antes de los nueve años. Cuando tenía 14 años, su madre fue internada en un hospicio psiquiátrico y Chaplin comenzó a actuar a una edad temprana, recorriendo music halls y más tarde, trabajando como actor de teatro y comediante. A los 19 años, firmó con la compañía de Fred Karno, que lo llevó a los Estados Unidos. Fue seleccionado para la industria cinematográfica y comenzó a aparecer en películas en 1914 para los estudios Keystone. De manera rápida, presentó y adoptó al vagabundo como su personaje cinematográfico por excelencia. Dirigió sus propias películas y continuó perfeccionando su trabajo mientras se trasladó a los estudios Essanay, donde el personaje del vagabundo provocó una profunda emoción entre el público en The Tramp (1915). Luego, atrajo a una gran base de fanáticos y exigió más dinero mientras se mudaba a las corporaciones Mutual y First National. Para 1918, ya era una de las figuras mejor pagadas y más conocidas del mundo.
En 1919, Chaplin cofundó la compañía de distribución cinematográfica United Artists, que le dio control total sobre sus películas. Su primer largometraje fue The Kid (1921), seguido de A Woman of Paris (1923), The Gold Rush (1925) y The Circus (1928). Inicialmente se negó a pasar al cine sonoro en la década de 1930, y en su lugar, produjo City Lights (1931) y Modern Times (1936) sin diálogo. Su primera película sonora fue The Great Dictator (1940), que satirizó a Adolf Hitler. La década de 1940 estuvo marcada para Chaplin por la controversia y su popularidad decayó rápidamente. Fue acusado de simpatías comunistas, y algunos miembros de la prensa y del público se escandalizaron por su implicación en una demanda de paternidad y sus matrimonios con mujeres mucho más jóvenes. Se abrió una investigación del FBI, y Chaplin se vio obligado a abandonar Estados Unidos en 1952 y establecerse en Suiza. Abandonó el papel de vagabundo en sus películas posteriores, entre las que se incluyen Monsieur Verdoux (1947), Limelight (1952), A King in New York (1957) y A Countess from Hong Kong (1967).
Chaplin escribió, dirigió, produjo, editó, protagonizó y compuso la música de la mayoría de sus películas. Era un perfeccionista y su independencia financiera le permitió dedicar años al desarrollo y producción de una película. Sus filmes se caracterizan por su humor y sentimentalismo, recreados en la lucha del vagabundo contra la adversidad, y muchas de ellas contienen temas sociales y políticos, así como elementos autobiográficos. En 1972, recibió un premio honorífico de la Academia por «el incalculable efecto que ha tenido hacer del cine la forma de arte de este siglo», como parte de una renovada apreciación de su trabajo. Sigue siendo muy respetado, y sus películas The Gold Rush, City Lights, Modern Times y The Great Dictator suelen figurar en las listas de las mejores películas.

## Biografía

### 1889-1913: Primeros años

#### Antecedentes y dificultades de la infancia

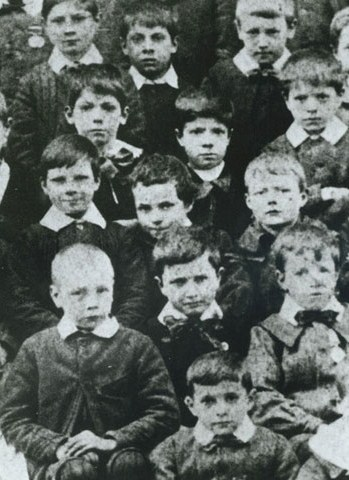
Chaplin, de siete años (centro, con la cabeza ligeramente ladeada) en la escuela para pobres del distrito central de Londres, 1897.

Charles Spencer Chaplin Jr. nació el 16 de abril de 1889, hijo de Hannah Chaplin (de soltera Hill) y Charles Chaplin Sr. Su abuela paterna provenía de la familia Smith, que pertenecía al pueblo gitano. Chaplin se sentía muy orgulloso de eso y definió sus raíces en su autobiografía como «los cimientos del entramado familiar». No hay registro oficial de su nacimiento, aunque Chaplin creía haber nacido en East Street, Walworth, en el sur de Londres. Sus padres se habían casado cuatro años antes, momento en el que Charles Sr. se convirtió en el tutor legal del primer hijo de Hannah, Sydney John Hill. En el momento de su nacimiento, los padres de Chaplin eran ambos artistas de music hall. Hannah, hija de un zapatero, tuvo una carrera breve y sin éxito bajo el nombre artístico de Lily Harley, mientras que Charles Sr., hijo de un carnicero, fue un cantante popular. Aunque nunca se divorciaron, los padres de Chaplin se separaron alrededor de 1891 y, al año siguiente, Hannah dio a luz a un tercer hijo, George Wheeler Dryden, engendrado por el artista de music hall Leo Dryden. Dryden se hizo cargo del niño a los seis meses y no volvió a aparecer en la vida de Chaplin hasta treinta años después.
 La infancia de Chaplin estuvo plagada de pobreza y penurias, lo que hizo que su trayectoria final fuera «la más dramática de todas las historias de la pobreza a la riqueza jamás contadas», según su biógrafo autorizado David Robinson. Chaplin pasó sus primeros años con su madre y su hermano Sydney en el distrito londinense de Kennington. Hannah no tenía medios de ingresos, aparte de su oficio ocasional de enfermera y trabajos de costura, y Chaplin padre no le proporcionaba ningún apoyo financiero. Como la situación se deterioraba, Chaplin fue enviado al asilo de pobres de Lambeth cuando tenía siete años. El consejo lo alojó en la Central London District School para pobres, que Chaplin recordaba como «una existencia desamparada». Se reunió brevemente con su madre 18 meses después, pero Hannah se vio obligada a readmitir a su familia en el asilo en julio de 1898. Los niños fueron enviados rápidamente a las escuelas Norwood, otra institución para niños indigentes.
En septiembre de 1898, Hannah fue internada en el asilo mental de Cane Hill; había desarrollado una psicosis aparentemente provocada por una infección de sífilis y desnutrición. Durante los dos meses que estuvo ahí, Chaplin y su hermano Sydney fueron enviados a vivir con su padre, a quien los jóvenes apenas conocían. Charles Sr. era para entonces severamente alcohólico, y la vida ahí era tan mala que generó una visita de la Sociedad Nacional para la Prevención de la Crueldad contra los Niños. El padre de Chaplin murió dos años después, a los 38 años de cirrosis, y fue enterrado en una fosa común y sin nombre.
Hannah entró en un período de remisión pero, en mayo de 1903, enfermó de nuevo. Chaplin, que entonces tenía 14 años, tuvo la tarea de llevar a su madre a la enfermería, desde donde fue enviada de vuelta a Cane Hill. Vivió solo durante varios días, buscando comida y durmiendo ocasionalmente a la intemperie, hasta que regresó Sydney, que se había unido a la Marina dos años antes. Hannah fue dada de alta del asilo ocho meses después, pero en marzo de 1905, su enfermedad regresó, esta vez de forma permanente. «No había nada que pudiéramos hacer más que aceptar el destino de la pobre madre», escribió Chaplin más tarde, y permaneció bajo su cuidado hasta su muerte en 1928.

#### Artista joven

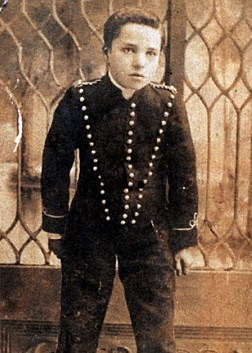
Un joven Chaplin en la obra de teatro Sherlock Holmes.

Entre su estadía en la escuela para pobres y el fallecimiento de su madre a causa de una enfermedad mental, Chaplin empezó a actuar en el escenario y, más tarde, recordó haber hecho su primera aparición amateur a la edad de cinco años, cuando sustituyó una noche a Hannah en Aldershot. Se trató de un hecho aislado, pero a los nueve años Chaplin, con el apoyo de su madre, comenzó a interesarse por la actuación. Más tarde escribió: «[ella] me infundió la sensación de que tenía algún tipo de talento» y a través de las conexiones de su padre, Chaplin se convirtió en miembro de la compañía de claqué «Los ocho muchachos de Lanchashire», con la que realizó giras de music hall en Inglaterra durante 1899 y 1900. Chaplin trabajó duro y la pieza fue resonante entre el público, pero no estuvo satisfecho con el baile y deseaba formar un número de comedia. De acuerdo con un censo de 1901, Chaplin residía en el número 94 de Ferndale Road, en Lambeth.
En los años en que Chaplin estuvo de gira con «Los ocho muchachos de Lancashire», su madre se aseguró de que siguiera asistiendo a la escuela, pero a los 13 años abandonó su educación y se mantuvo con una variedad de trabajos, mientras alimentaba su ambición de convertirse en actor. Chaplin, además, trabajó en varios oficios —recadero, soplador de vidrio, vendedor callejero— hasta que fue contratado por la compañía de Charles Frohman para representar algunos papeles menores hasta mediados de la década en giras por Inglaterra y en la capital. A los 14 años, poco después de la recaída de su madre, se registró en una agencia teatral en el West End de Londres y el gerente percibió potencial en Chaplin, a quien rápidamente le dieron su primer papel como repartidor de periódicos en Jim, a Romance of Cockayne de Harry Arthur Saintsbury. Se estrenó en julio de 1903, pero el espectáculo no tuvo éxito y cesó después de dos semanas, aunque la actuación cómica de Chaplin, sin embargo, fue elogiada en muchas de las críticas.
Saintsbury consiguió un papel para Chaplin en la producción de Sherlock Holmes de Charles Frohman, donde interpretó a Billy el paje en tres giras nacionales, y su actuación fue tan bien recibida que lo llamaron de Londres para interpretar el papel junto a William Gillette, el Holmes original. «Fue como una noticia del cielo», recordó Chaplin que, a los 16 años, protagonizó la producción de una obra de teatro del West End en el Duke of York's Theatre de octubre a diciembre de 1905 y concluyó una gira final de Sherlock Holmes a principios de 1906, antes de abandonar la obra después de más de dos años y medio.

#### Comedia de escenario y vodevil

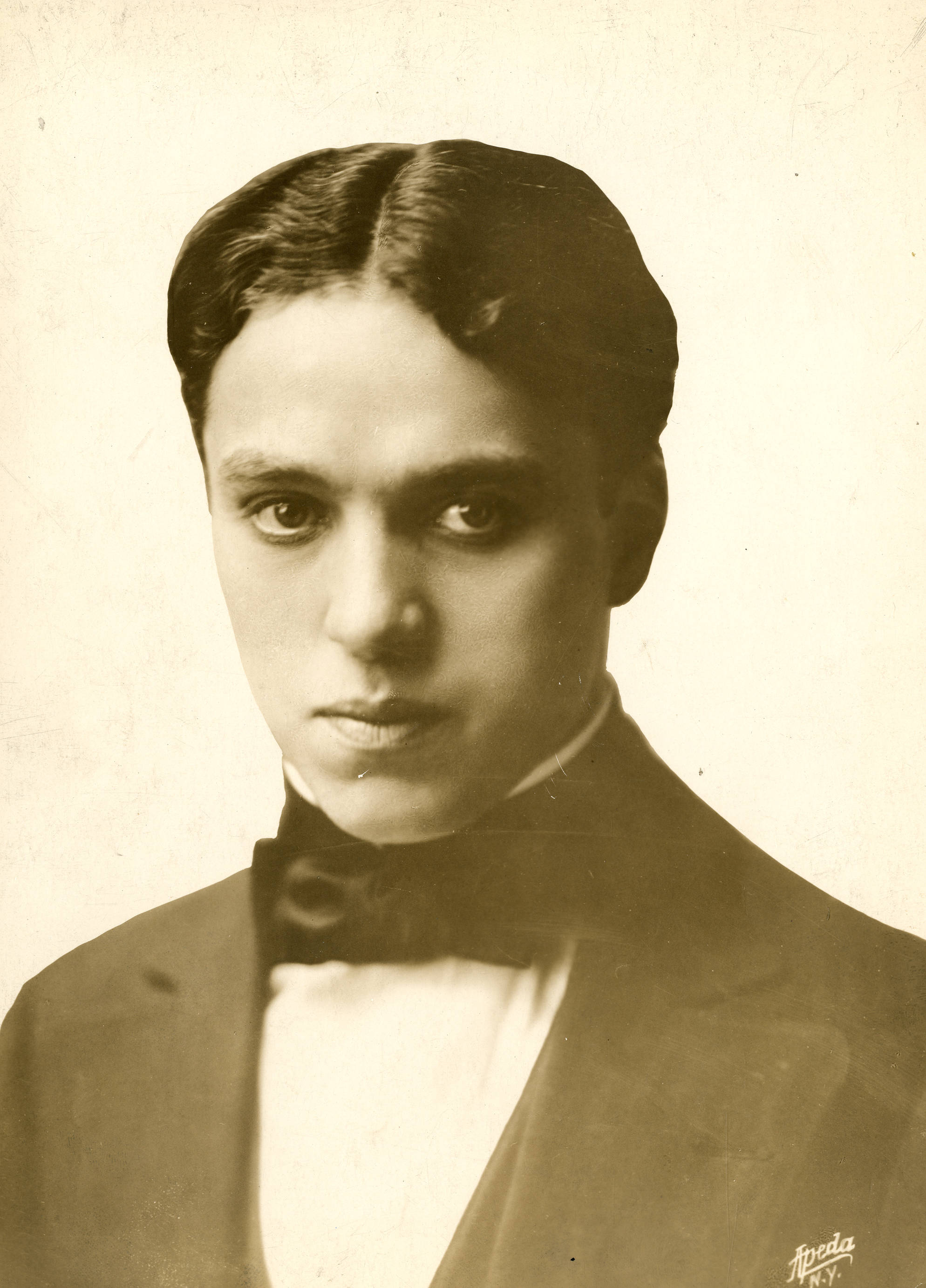
Imagen promocional de Chaplin, 1912.

Chaplin pronto encontró trabajo con una nueva compañía y se fue de gira con su hermano, que también estaba persiguiendo una carrera como actor, en un sketch cómico llamado Repairs. En mayo de 1906, Chaplin se unió a la obra de teatro juvenil Casey's Circus,  donde desarrolló piezas burlescas tradicionales y pronto se convirtió en la estrella del espectáculo. Cuando la obra terminó la gira en julio de 1907, el joven de 18 años se había convertido en un consumado actor cómico. Sin embargo, luchó por encontrar más trabajo y fue un fracaso una breve incursión que tuvo en una actuación en solitario.
Mientras tanto, Sydney Chaplin se unió a la prestigiosa compañía de comedia de Fred Karno en 1906 y, en 1908, era uno de sus artistas clave. En febrero, logró conseguir una prueba de dos semanas para su hermano menor, pero Karno se mostró inicialmente cauteloso y consideró a Chaplin un «joven pálido, endeble y de aspecto hosco» que «parecía demasiado tímido para hacer algo bueno en el teatro». Sin embargo, el adolescente causó un gran impacto en su primera noche en el London Coliseum y rápidamente firmó contrato. Comenzó interpretando una serie de papeles menores, progresando eventualmente a papeles protagónicos en 1909 y en abril de 1910, se le dio el papel principal en un nuevo sketch, Jimmy the Fearless, que fue un gran éxito y Chaplin recibió una considerable atención de la prensa.
Karno seleccionó a su nueva estrella para unirse a la parte de la compañía que realizaba giras de vodevil en América del Norte, que también lo incluía a Stan Laurel. El joven comediante encabezó el espectáculo e impresionó a los críticos, siendo descrito como «uno de los mejores artistas de pantomima jamás vistos aquí». Su papel más exitoso fue el de un borracho llamado Inebriate Swell, que le valió un reconocimiento significativo, la gira duró 21 meses y la compañía regresó a Inglaterra en junio de 1912. Chaplin recordó que tuvo «una sensación inquietante de hundirse de nuevo en una deprimente vulgaridad» y, por lo tanto, estuvo encantado cuando comenzó una nueva gira en octubre.

### 1914-1917: Entrada al cine

#### Keystone
Seis meses después de la segunda gira norteamericana, Chaplin recibió una invitación para unirse a la New York Motion Picture Company. Un representante que había visto sus actuaciones pensó que podría reemplazar a Fred Mace, una estrella de los estudios Keystone que tenía la intención de irse. Chaplin pensaba que las comedias de Keystone eran «una mezcla cruda de rudeza y estruendo», pero le gustó la idea de trabajar en películas y racionalizó: «Además, significaría una nueva vida». Se reunió con la compañía y firmó un contrato de 150 USD por semana en septiembre de 1913, llegó a Los Ángeles a principios de diciembre y comenzó a trabajar para el estudio Keystone el 5 de enero de 1914.

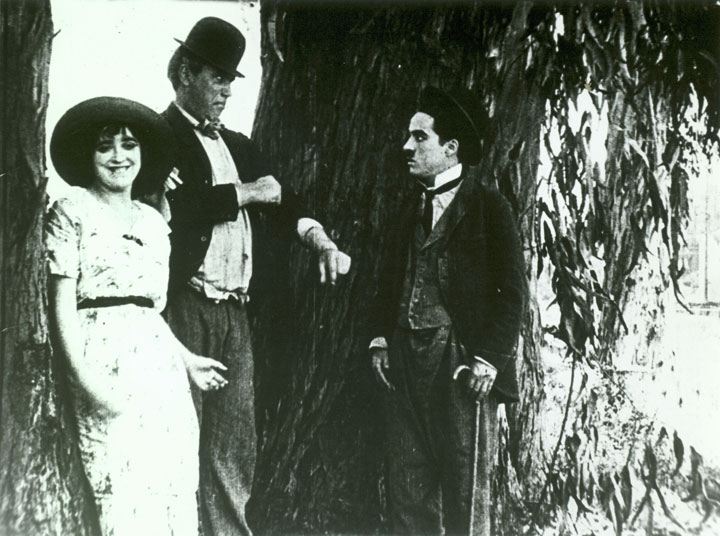
Mabel Normand, Mack Sennett y Charles Chaplin en The Fatal Mallet (1914).

El jefe de Chaplin era Mack Sennett, quien inicialmente expresó su preocupación de que el joven de 24 años parecía demasiado joven. No fue utilizado en una película hasta finales de enero, tiempo durante el cual Chaplin intentó aprender los procesos de realización cinematográfica. La película de un solo rollo Making a Living marcó su debut como actor cinematográfico y se estrenó el 2 de febrero de 1914 y, aunque a Chaplin no le gustó mucho la película, una crítica lo destacó como «un comediante de primera clase». Para su segunda aparición frente a la cámara, Chaplin eligió el vestuario con el que se comenzó a identificárselo y describió ese proceso en su autobiografía:

«Quería que todo fuera una contradicción: los pantalones anchos, el saco apretado, el sombrero pequeño y los zapatos grandes... Añadí un pequeño bigote que, pensé, añadiría edad sin ocultar mi expresión. No tenía ni idea del personaje. Pero en el momento en que me vestí, la ropa y el maquillaje me hicieron sentir la persona que él era. Empecé a conocerlo, y para cuando subí al escenario ya había nacido por completo».
Chaplin.

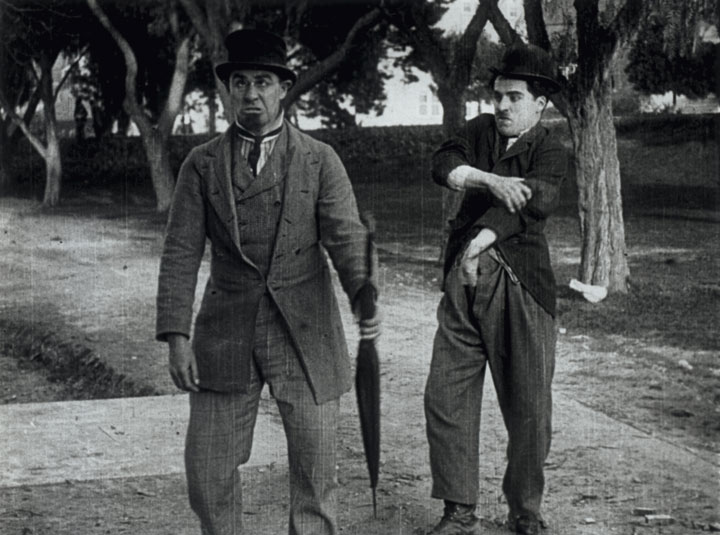
Charlie Chaplin en una escena del filme Between Showers (1914).

La película fue Mabel's Strange Predicament, pero el personaje del vagabundo —o Charlot—, como se lo conoció, debutó ante el público en Kid Auto Races at Venice, filmada más tarde que la primera, pero estrenada dos días antes, el 7 de febrero de 1914. Chaplin adoptó al vagabundo como su personaje cinematográfico e intentó hacer sugerencias para las películas en las que aparecía, pero estas ideas fueron rechazadas por sus directores. Durante el rodaje de su undécima película, Mabel at the Wheel, tuvo un encontronazo con la directora Mabel Normand y casi fue liberado de su contrato. Normand dirigió a Chaplin en algunas ocasiones y también escribió los libretos de algunas de sus primeras películas. A Chaplin no le agradaba ser dirigido por una mujer, y en muchas ocasiones tenían desacuerdos. Sin embargo, se convirtieron en amigos, a pesar de que poco después Chaplin abandonó Keystone. Sennett lo mantuvo cuando recibió pedidos de los exhibidores para más películas de Chaplin y también le permitió dirigir su siguiente película luego de que este prometiera pagarle 1500 USD —46 000 USD de 2023— si la película no tenía éxito.
Caught in the Rain, estrenada el 4 de mayo de 1914, fue el debut como director de Chaplin y tuvo un gran éxito. A partir de entonces, dirigió casi todos los cortometrajes en los que apareció para Keystone, a un ritmo de aproximadamente uno por semana,  un período que más tarde recordaría como el más emocionante de su carrera. Las películas de Chaplin introdujeron una forma de comedia más lenta que la típica farsa de Keystone y desarrollaron una gran base de seguidores. En noviembre de 1914, tuvo un papel secundario en la primera comedia de largometraje, Tillie's Punctured Romance, dirigida por Sennett y protagonizada por Marie Dressler, que fue un éxito comercial y aumentó su popularidad. Cuando el contrato de Chaplin llegó a su fin a fin de año, pidió 1000 USD por semana, una cantidad que Sennett rechazó porque pensó que era demasiado cuantiosa.

#### Essanay

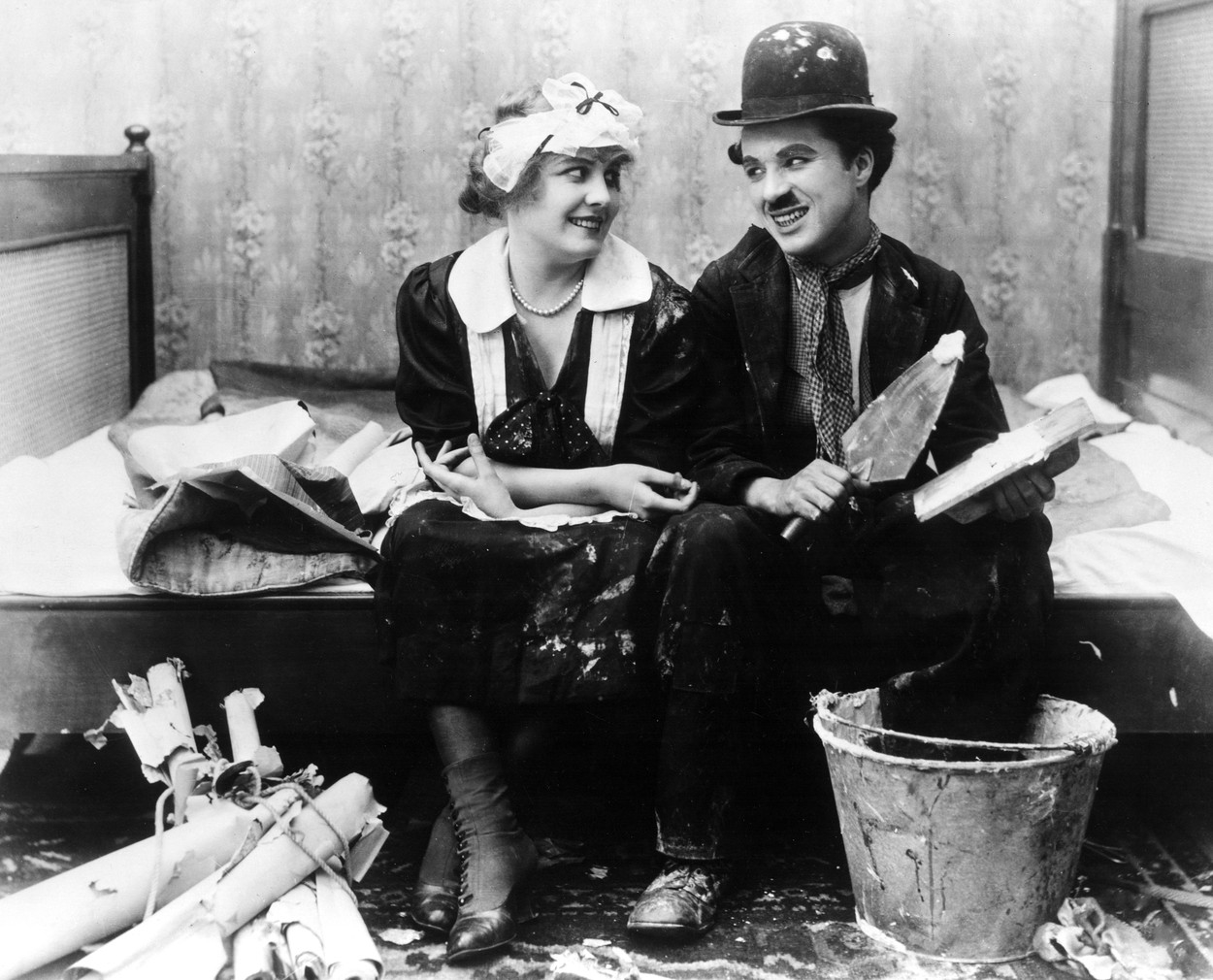
Chaplin y Edna Purviance, su protagonista habitual, en Work (1915).

La Essanay Studios de Chicago le envió a Chaplin una oferta de 1250 USD semanales, con una bonificación por firmar de 10 000 USD. Se unió a finales de diciembre de 1914 al estudio, donde comenzó a formar una compañía de intérpretes regulares, actores con los que trabajó una y otra vez, incluidos Ben Turpin, Leo White, Bud Jamison, Paddy McGuire, Fred Goodwins y Billy Armstrong. Pronto reclutó a una actriz principal, Edna Purviance, a quien Chaplin conoció en un café y contrató por su belleza. Apareció en 35 películas con Chaplin durante ocho años; la pareja también formó una relación romántica que duró hasta 1917. El actor apreciaba mucho a la actriz —aun luego de la disolución de su noviazgo— y siempre la tuvo en cuenta en muchos de sus proyectos cinematográficos. Purviance recibió un pequeño salario mensual de la compañía cinematográfica de Chaplin hasta que se casó en 1938 y los pagos se reanudaron después de la muerte de su esposo en 1945. «¿Cómo podría olvidarme de Edna?», respondió Chaplin a un entrevistador después de su muerte. «Ella estuvo conmigo cuando todo comenzó», señaló. Purviance tuvo una vida bastante desafortunada y murió a causa de un cáncer de garganta en 1958 a los 62 años. Chaplin siempre habló con cariño de ella.

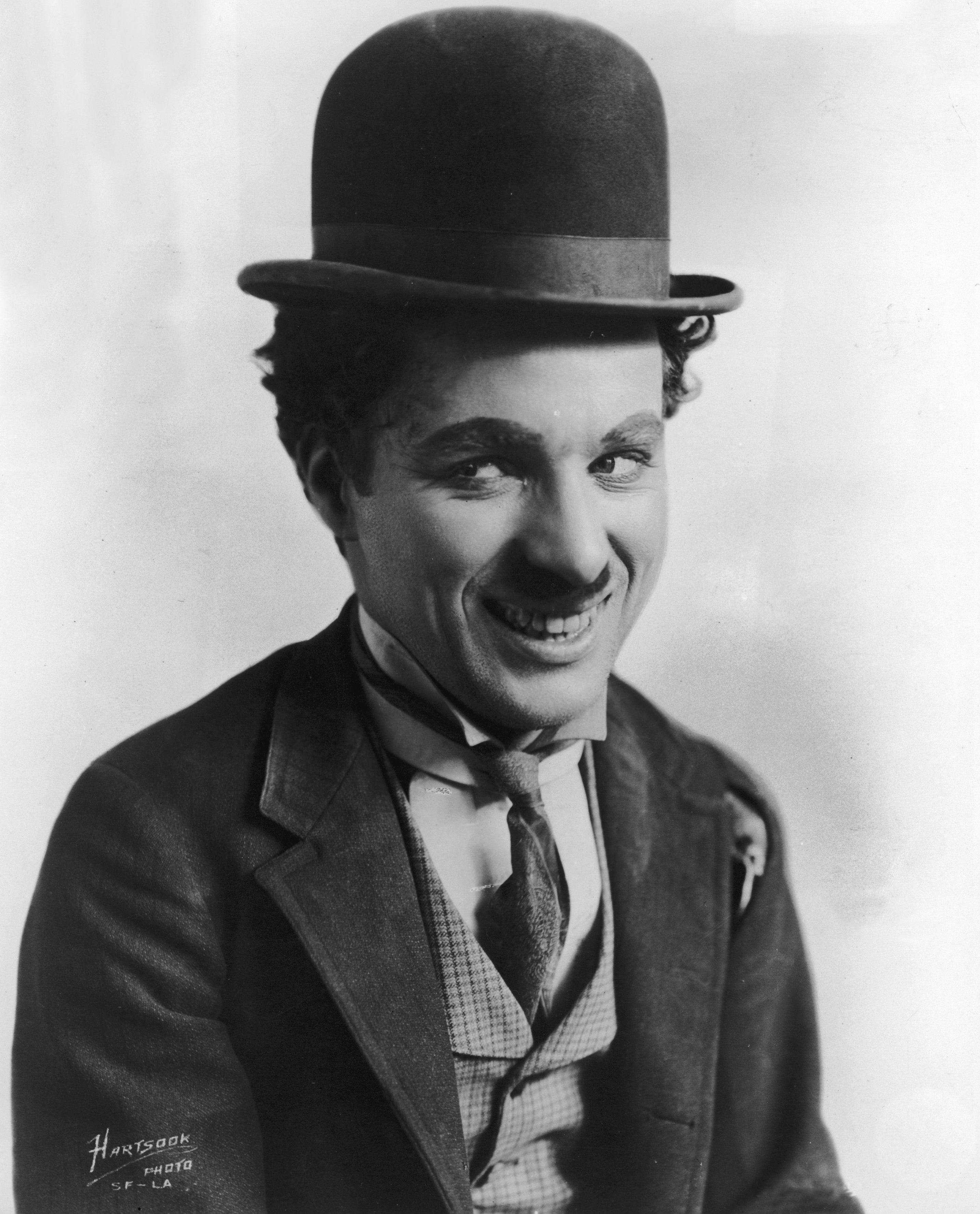
Chaplin caracterizado para el rol del vagabundo.

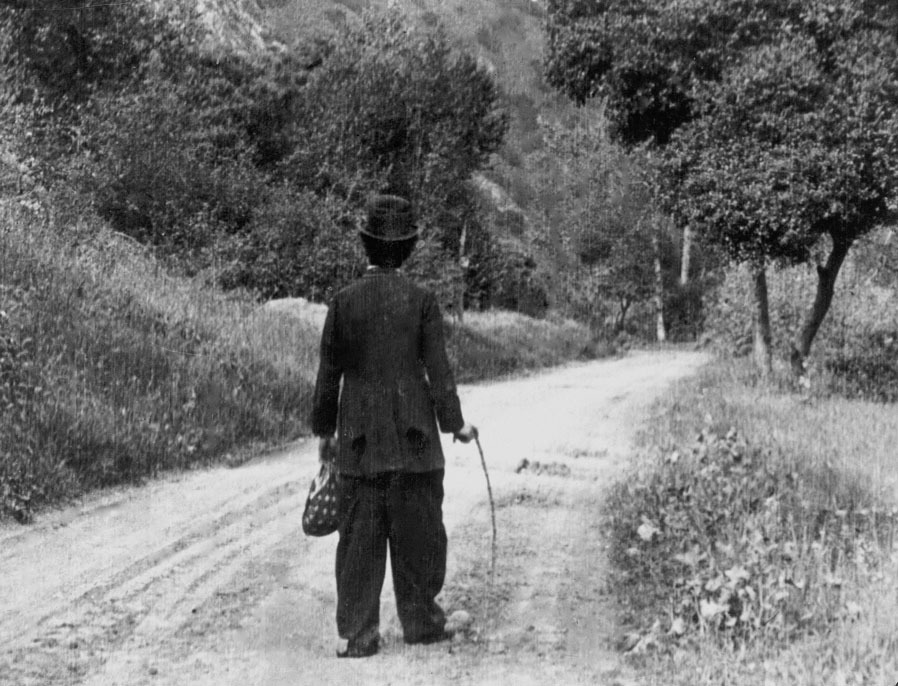
Charles Chaplin (1915) caminando abatido por la calle, en la famosa última escena de The Tramp, filmada en la localidad de Niles Canyon, California.

Chaplin ejerció un alto nivel de control sobre sus películas y comenzó a dedicar más tiempo y cuidado a cada una de ellas. Hubo un intervalo de un mes entre el estreno de su segunda producción, A Night Out, y la tercera, The Champion. Las últimas siete de las catorce películas de Chaplin en Essanay se produjeron a un ritmo más lento y también comenzó a modificar su personaje cinematográfico, que atrajo algunas críticas en Keystone por su naturaleza «mezquina, cruda y brutal». El personaje se volvió más gentil y romántico; The Tramp (abril de 1915) se consideró un punto de inflexión particular en su desarrollo. El apelamiento emocional se desarrolló aún más con The Bank, en la que Chaplin planeó un final triste y Robinson señaló a propósito que eso fue una innovación en las películas de comedia, y marcó el momento en que los críticos serios comenzaron a apreciar el trabajo de Chaplin. En Essanay, el estudioso de cine Simon Louvish escribió que Chaplin «encontró los temas y los escenarios que definirían el mundo del vagabundo».
Durante 1915, Chaplin se convirtió en un fenómeno cultural: las tiendas estaban repletas de productos de Chaplin, apareció en dibujos animados y tiras cómicas, y se escribieron varias canciones sobre él. En julio, un periodista de la Motion Picture escribió que la «Chaplinitis» se había extendido por Estados Unidos y a medida que su fama crecía en todo el mundo, se convirtió en la primera estrella internacional de la industria cinematográfica. En septiembre de 1915, Chaplin encabezó una encuesta realizada por Pictures and the Picturegoer sobre los mejores actores de cine británicos, recibiendo 142 920 votos de los lectores. Cuando el contrato de Essanay terminó en diciembre de 1915, Chaplin, plenamente consciente de su popularidad, solicitó una bonificación por firmar de 150 000 USD a su próximo estudio. Recibió varias ofertas, incluidas las de Universal, Fox y Vitagraph, la mejor de las cuales provino de la Mutual Film Corporation, por 10 000 USD por semana.

#### Mutual

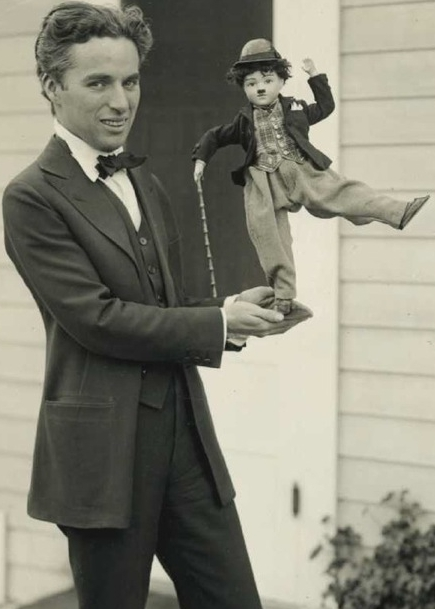
En 1916, Chaplin era un fenómeno mundial. Aquí, muestra algo de su creación, c. 1918.

Se negoció un contrato con la Mutual que ascendía a 670 000 dólares al año, lo que, según Robinson, convirtió a Chaplin —a sus 26 años— en una de las personas mejor pagadas del mundo. El alto salario sorprendió al público y se difundió ampliamente en la prensa. John R. Freuler, el presidente del estudio, explicó: «Podemos permitirnos pagarle al señor Chaplin esta gran suma anual porque el público quiere a Chaplin y pagará por él».
Mutual le dio a Chaplin para trabajar su propio estudio en Los Ángeles, que abrió en marzo de 1916. Añadió dos miembros clave a su compañía, Albert Austin y Eric Campbell, y produjo una serie de películas caras de dos rollos: The Floorwalker, The Fireman, The Vagabond, One A.M. y The Count. Para The Pawnshop, reclutó al actor Henry Bergman, que trabajaría con Chaplin durante 30 años, mientras que Behind the Screen y The Rink completaron los estrenos de Chaplin para 1916. El contrato con la Mutual estipulaba que estrenaría una película de dos rollos cada cuatro semanas, lo que había cumplido. Sin embargo, con el nuevo año, Chaplin comenzó a exigir más tiempo e hizo solo cuatro películas más para Mutual durante los primeros diez meses de 1917: Easy Street, The Cure, The Immigrant y The Adventurer. Con su cuidadosa elaboración, estas películas son consideradas por los estudiosos como unos de sus mejores trabajos y más tarde en su vida, Chaplin se refirió a sus años en Mutual como el período más feliz de su carrera. Sin embargo, también sintió que esas películas se volvieron cada vez más predecibles durante el período del contrato y estaba cada vez más insatisfecho con las condiciones de trabajo que lo propiciaban.
Chaplin fue atacado en los medios británicos por no luchar en la Primera Guerra Mundial y se defendió, alegando que lucharía por Gran Bretaña si lo llamaban y que se había registrado para el reclutamiento estadounidense, pero ninguno de los dos países lo convocó. A pesar de esa crítica, Chaplin era el favorito de las tropas, y su popularidad continuó creciendo en todo el mundo. Harper's Weekly informó que el nombre de Charlie Chaplin era «una parte del lenguaje común de casi todos los países» y que la imagen del vagabundo era «universalmente familiar». En 1917, los imitadores profesionales de Chaplin se expandieron tanto que emprendió acciones legales y se dio a conocer que nueve de cada diez hombres que asistían a fiestas de disfraces lo hacían vestidos como el vagabundo. El mismo año, un estudio de la Boston Society for Psychical Research concluyó que Chaplin era «una obsesión estadounidense» y la actriz Minnie Maddern Fiske escribió que «un número cada vez mayor de personas de la cultura y el arte están empezando a considerar al joven bufón inglés, Charles Chaplin, como un artista extraordinario, así como un genio cómico».

### 1918-1922: First National

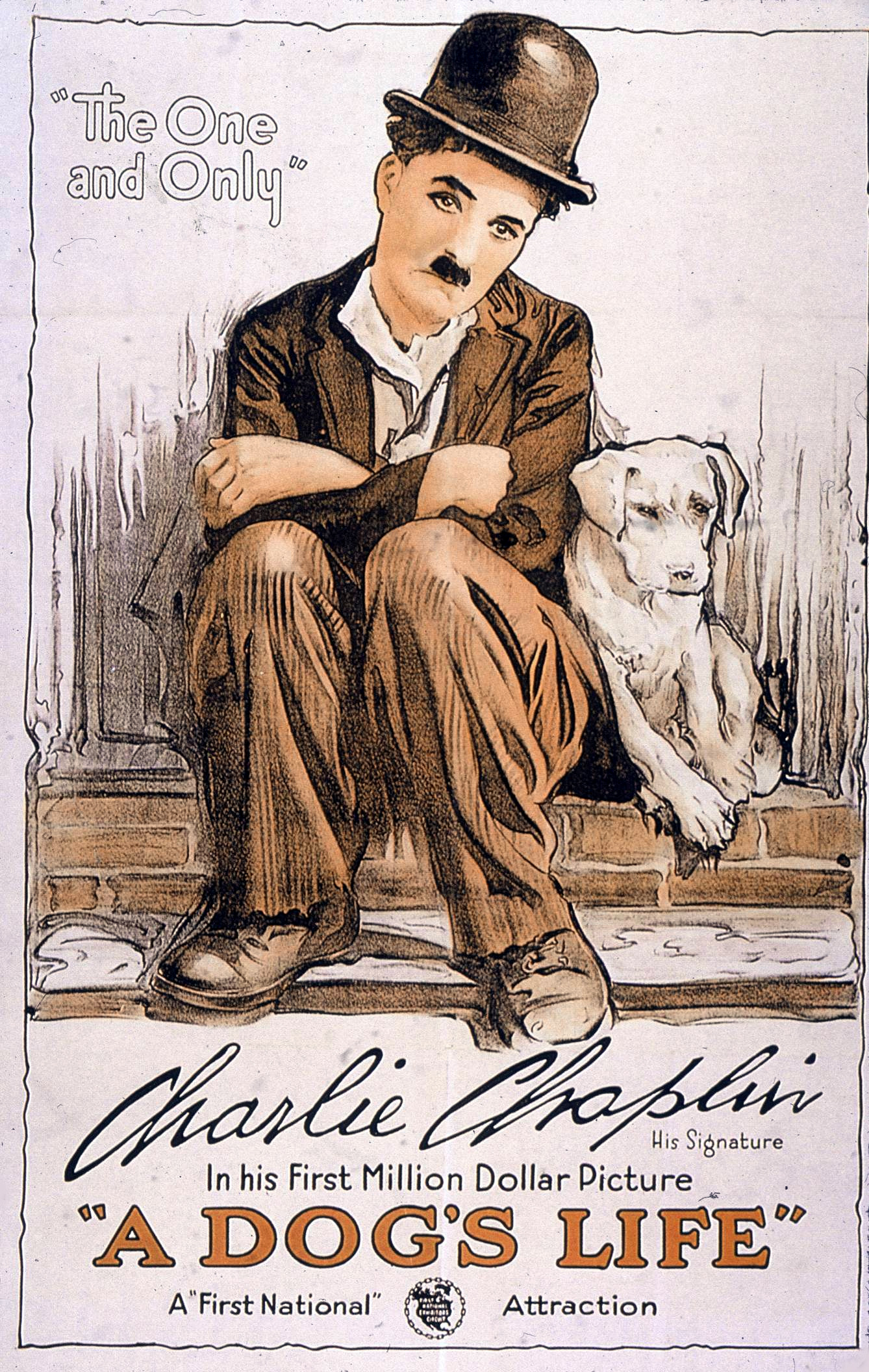
A Dog's life (1918). Esta fue la época alrededor de la cual Chaplin comenzó a concebir al vagabundo como un payaso triste.

En enero de 1918, Chaplin recibió la visita del destacado cantante y comediante británico Harry Lauder, y ambos actuaron juntos en un cortometraje.
Mutual fue tolerante con la disminución de la producción de Chaplin y el contrato terminó de manera amistosa. Con su preocupación antes mencionada sobre la disminución de la calidad de sus películas debido a las estipulaciones de planificación del contrato, la principal inquietud de Chaplin al encontrar un nuevo distribuidor era la autonomía; Sydney Chaplin, entonces su representante comercial, le dijo a la prensa: «Charlie [debe] tener todo el tiempo que necesite y todo el dinero para producir [películas] de la manera que él quiera... Es calidad, no cantidad, lo que buscamos». En junio de 1917, Chaplin firmó para filmar ocho películas para el First National Exhibitors' Circuit a cambio de un millón USD y eligió construir su propio estudio, situado en cinco acres de tierra frente a Sunset Boulevard, con instalaciones de producción del más alto nivel. Los estudios Charlie Chaplin se terminaron en enero de 1918 y recibió libertad para hacer sus películas.
A Dog's Life, estrenada en abril de 1918, fue la primera película bajo el nuevo contrato. En ella, Chaplin demostró su creciente compromiso por la construcción de una historia y su manipulación del vagabundo como «una especie de Pierrot». La película fue descrita por Louis Delluc como «la primera obra de arte total del cine». Chaplin se embarcó por aquel entonces en la campaña del Tercer Bono de la Libertad, recorriendo los Estados Unidos durante un mes para recaudar dinero para los aliados de la Primera Guerra Mundial y también produjo un cortometraje de propaganda por su propia cuenta, donado al gobierno para la recaudación de fondos, llamado The Bond. El siguiente estreno de Chaplin estuvo basado en la guerra, colocando al vagabundo en las trincheras para Shoulder Arms y, aunque sus colaboradores le advirtieron que no hiciera una comedia sobre la guerra, como recordó más tarde, «peligrosa o no, la idea me entusiasmó». Pasó cuatro meses filmando la película, que se estrenó en octubre de 1918 con gran éxito.

#### United Artists, Mildred Harris yThe Kid
Tras el estreno de Shoulder Arms, Chaplin solicitó más dinero a First National, que le fue denegado. Frustrado por la falta de cuidado de la calidad y preocupado por los rumores de una posible fusión entre la compañía y Famous Players-Lasky, Chaplin unió fuerzas con Douglas Fairbanks, Mary Pickford y D. W. Griffith para formar una nueva empresa de distribución, United Artists, en enero de 1919. El acuerdo fue revolucionario en la industria cinematográfica, ya que permitió a los cuatro socios —todos ellos artistas creativos— financiar personalmente sus películas y tener el control total de las mismas.  Chaplin estaba ansioso por empezar con la nueva compañía y se ofreció a comprar su contrato restante con First National, pero se negaron e insistieron en que completara las últimas seis películas adeudadas.

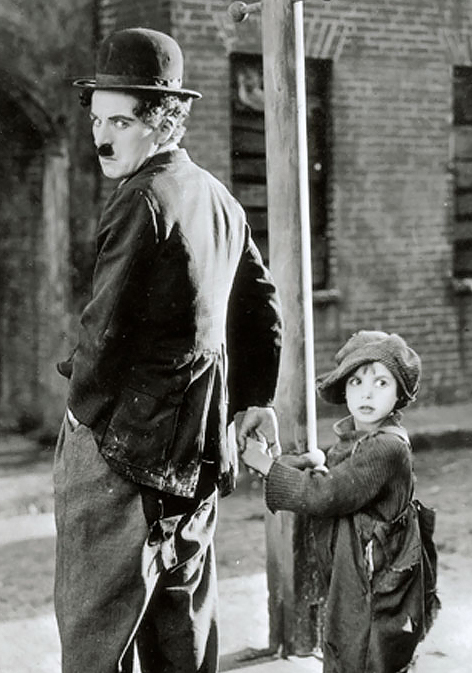
The Kid (1921), con Jackie Coogan, combinó comedia y drama, y fue la primera película de Chaplin en superar la hora de duración.

Antes de la creación de United Artists, Chaplin se casó por primera vez. La actriz de 16 años Mildred Harris había revelado que estaba embarazada de su hijo, y en septiembre de 1918, se casó con ella discretamente en Los Ángeles para evitar controversias, aunque poco después, se descubrió que el embarazo era falso. Chaplin no estaba contento con la unión y, sintiendo que el matrimonio atrofiaba su creatividad, luchó por la producción de su película Sunnyside. Para entonces, Harris estaba legítimamente embarazada y el 7 de julio de 1919, dio a luz a un hijo, Norman Spencer Chaplin, que nació con malformaciones y murió tres días después. El matrimonio terminó en abril de 1920, y Chaplin explicó en su autobiografía que eran «irreconciliablemente incompatibles».
Se cree que la pérdida del niño, además de sus propias experiencias de la infancia, influyeron en la siguiente película de Chaplin, que convirtió al vagabundo en el cuidador de un niño pequeño. Para esta nueva aventura, Chaplin también quería hacer algo más que comedia y, según Louvish, «dejar su huella en un mundo que ha cambiado». El rodaje de The Kid comenzó en agosto de 1919, con Jackie Coogan, de cuatro años, como coprotagonista. The Kid estuvo en producción durante nueve meses hasta mayo de 1920 y, con 68 minutos, fue la película más larga de Chaplin hasta la fecha. Al tratar temas de pobreza y separación entre padres e hijos, The Kid fue una de las primeras películas en combinar comedia y drama. Se estrenó en enero de 1921 con un éxito instantáneo y, en 1924, se había proyectado en más de 50 países.
Chaplin invirtió cinco meses en su siguiente película de dos rollos, The Idle Class y el trabajo en la película se retrasó durante un tiempo debido a más turbulencias en su vida personal. El 12 de abril, First National anunció el compromiso de Chaplin con la actriz May Collins, a quien había contratado para que fuera su secretaria en el estudio. Sin embargo, a principios de junio, Chaplin «de repente decidió que apenas podía soportar estar en la misma habitación» que Collins, pero en lugar de romper el compromiso directamente, «dejó de ir a trabajar, enviando un mensaje diciendo que sufría un grave cuadro de gripe, lo que May sabía que era una mentira».
Finalmente, se reanudó el trabajo en la película y, tras su estreno en septiembre de 1921, Chaplin decidió regresar a Inglaterra por primera vez en casi una década y escribió un libro sobre su viaje, titulado My Wonderful Visit. Luego, trabajó para cumplir con su contrato con First National, lanzando Pay Day en febrero de 1922, mientras que The Pilgrim, su último cortometraje, se retrasó por desacuerdos de distribución con el estudio y se estrenó un año después.

### 1923-1938: Largometrajes mudos

#### A Woman of ParisyThe Gold Rush
Una vez cumplido su contrato con la First National, Chaplin quedó libre para hacer su primera película como productor independiente y en noviembre de 1922, comenzó a filmar A Woman of Paris, un drama romántico sobre amantes desafortunados. Chaplin pretendía que fuera un vehículo para convertir a Edna Purviance en una estrella y él no apareció en la película, salvo en un breve cameo no acreditado. Quería que la película tuviera un aire realista y ordenó a su reparto que ofreciera actuaciones moderadas. En la vida real, explicó, «los hombres y las mujeres intentan ocultar sus emociones en lugar de tratar de expresarlas». A Woman of Paris se estrenó en septiembre de 1923 y fue aclamada por su enfoque innovador y sutil, sin embargo, el público parecía tener poco interés en una película de Chaplin sin Chaplin, y fue una decepción de taquilla. El cineasta se sintió herido por este fracaso —hacía mucho tiempo que quería producir una película dramática y estaba orgulloso del resultado— y pronto retiró A Woman of Paris de circulación.

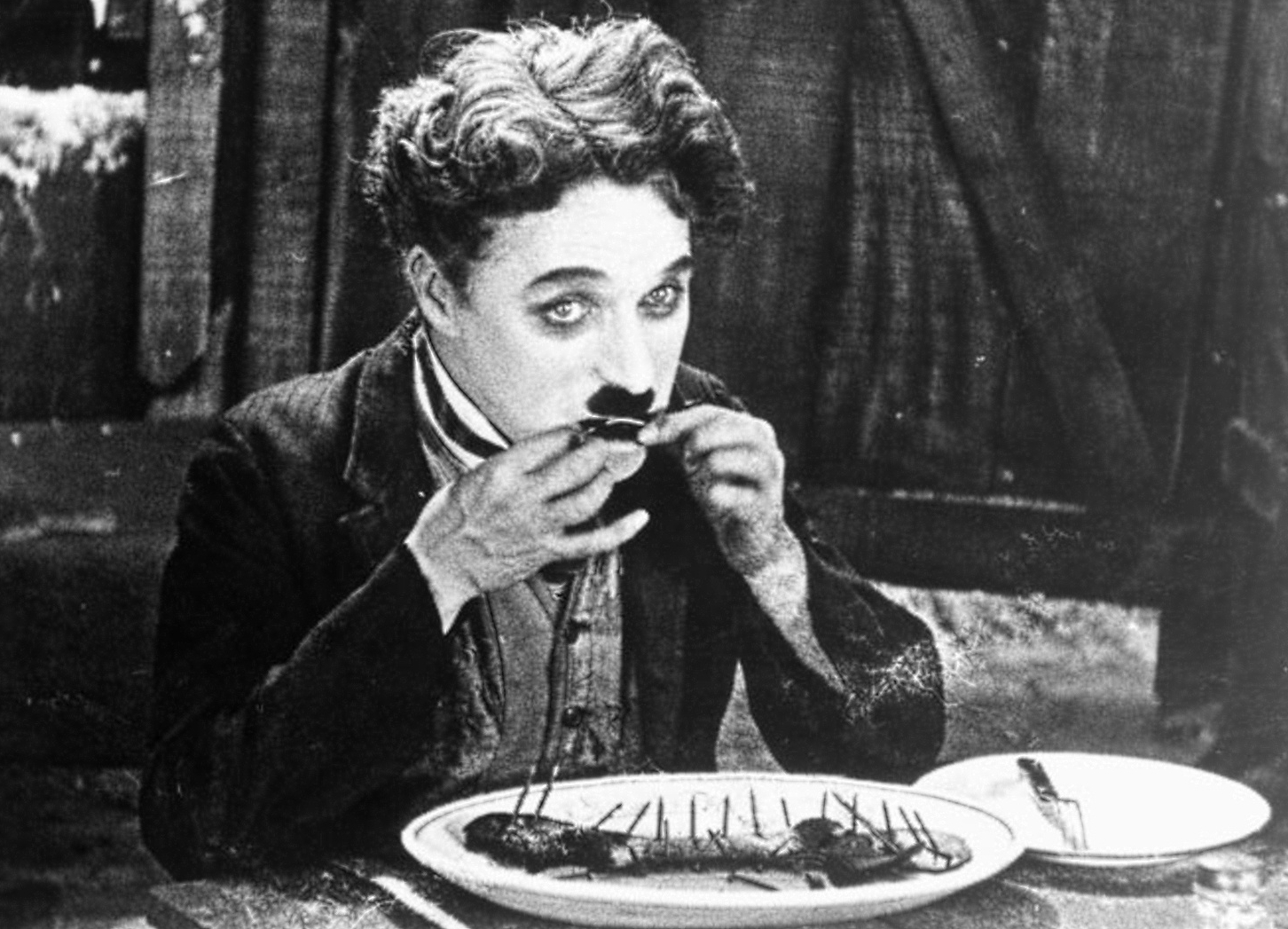
El vagabundo recurre a comerse su zapato en The Gold Rush (1925).

Chaplin retornó a la comedia para su siguiente proyecto. Estableciendo sus estándares altos, se dijo a sí mismo: «Esta próxima película debe ser una epopeya. ¡La más grande!». Inspirado por una fotografía de la fiebre del oro de Klondike de 1898, y más tarde por la historia de la expedición Donner de 1846-1847, hizo lo que Geoffrey Macnab llamó «una comedia épica a partir de un tema sombrío». En The Gold Rush, el vagabundo es un prospector de oro solitario que lucha contra la adversidad y busca el amor. Con Georgia Hale como su protagonista femenina, Chaplin comenzó a filmar la película en febrero de 1924 y su elaborada producción, que costó casi un millón USD, incluyó un rodaje de exteriores en las montañas Truckee, Nevada con 600 extras, decorados extravagantes y efectos especiales. La última escena se rodó en mayo de 1925 después de 15 meses de rodaje.
Chaplin sintió que The Gold Rush era la mejor película que había hecho, se estrenó en agosto de 1925 y se convirtió en una de las películas más taquilleras de la era del cine mudo, con una recaudación en Estados Unidos de 5 millones USD. La comedia contiene algunas de las secuencias más famosas de Chaplin, como el vagabundo comiéndose su zapato y la «danza de los panecillos». Macnab la llamó «la película por excelencia de Chaplin» y Chaplin declaró en su estreno: «Esta es la película por la que quiero ser recordado».

#### Lita Grey yThe Circus

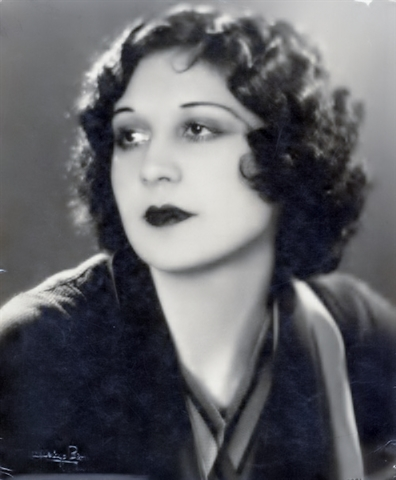
Lita Grey, cuyo amargo divorcio con Chaplin provocó un escándalo.

Mientras rodaba The Gold Rush, Chaplin se casó por segunda vez. En continuación a las circunstancias de su primera unión, Lita Grey era una actriz adolescente, originalmente prevista para protagonizar la película, cuyo sorpresivo anuncio de embarazo obligó a Chaplin a casarse. Ella tenía 16 años y él, 35, lo que significaba que Chaplin podría haber sido acusado de violación legal según la ley de California, por lo tanto, arregló un matrimonio discreto en México el 25 de noviembre de 1924. Se conocieron originalmente durante su infancia y Grey había aparecido previamente en sus obras The Kid y The Idle Class. Su primer hijo, Charles Spencer Chaplin III, nació el 5 de mayo de 1925, seguido de Sydney Earl Chaplin el 30 de marzo de 1926. El 6 de julio de 1925, Chaplin se convirtió en la primera estrella de cine en aparecer en una portada de Time.
Fue un matrimonio infeliz y Chaplin pasó largas horas en el estudio para evitar ver a su esposa. En noviembre de 1926, Grey se llevó a los niños y abandonó el hogar familiar, a lo que siguió un amargo divorcio en el que se filtró a la prensa la petición de Grey acusando a Chaplin de infidelidad, abuso y de albergar «deseos sexuales pervertidos». Se dio a conocer que Chaplin estaba en un estado de crisis nerviosa, ya que la historia se convirtió en noticia de primera plana y se formaron grupos en todo Estados Unidos pidiendo que se prohibieran sus películas. Ansiosos por terminar el caso sin más escándalos, los abogados de Chaplin acordaron un acuerdo en efectivo de 600 000 USD, el más grande otorgado por los tribunales estadounidenses en ese momento. Su base de aficionados era lo suficientemente sólida como para sobrevivir al incidente, que pronto se olvidó, pero Chaplin se vio profundamente afectado por él. Menos de cinco meses después del divorcio, el ex mayordomo de Grey, Don Solovich, fue asesinado en Utah y los artículos especularon sobre las vinculaciones entre Chaplin y el asesinato.
Antes de que se presentara la demanda de divorcio, Chaplin había comenzado a trabajar en una nueva película, The Circus. Construyó una historia en torno a la idea de caminar por la cuerda floja mientras era asediado por monos y convirtió al vagabundo en la estrella accidental de un circo. El rodaje se suspendió durante diez meses mientras lidiaba con el escándalo del divorcio, y en general, fue una producción plagada de problemas. Finalmente completada en octubre de 1927, The Circus se estrenó en enero de 1928 con una recepción positiva y en los primeros Premios de la Academia, Chaplin recibió un reconocimiento especial «por versatilidad y genio en la actuación, escritura, dirección y producción de The Circus». A pesar de su éxito, asoció permanentemente la película con el estrés de su producción y la omitió de su autobiografía, y hasta halló dificultad para trabajar en ella cuando grabó la banda sonora en sus últimos años.

#### City Lights
Cuando se estrenó The Circus, Hollywood ya había presenciado la introducción del cine sonoro. Chaplin era cínico sobre este nuevo medio y las deficiencias técnicas que presentaba, creyendo que el «cine sonoro» carecía del arte del cine mudo. También dudaba en cambiar la fórmula que le había traído tanto éxito y temía que darle voz al vagabundo limitara su atractivo internacional. Por lo tanto, rechazó la nueva moda de Hollywood y comenzó a trabajar en una nueva película muda. Chaplin estuvo ansioso por esta decisión y se mantuvo así durante toda la producción de la película.

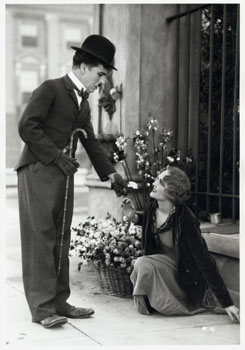
City Lights (1931) es recordada como uno de los mejores trabajos de Chaplin.

Cuando comenzó el rodaje a fines de 1928, Chaplin había estado trabajando en la historia durante casi un año. City Lights continuó con el amor del vagabundo por una florista ciega (interpretada por Virginia Cherrill) y sus esfuerzos por recaudar dinero para la operación para salvarle la vista. Fue una producción desafiante que duró 21 meses y Chaplin confesó más tarde que «había llegado a un estado neurótico de querer la perfección». Una ventaja que Chaplin encontró en la tecnología del sonido fue la oportunidad de grabar una banda sonora para la película, que compuso él mismo.
Chaplin terminó de editar City Lights en diciembre de 1930, cuando las películas mudas ya eran un anacronismo, y si bien no tuvo éxito un adelanto ante un público desprevenido, una proyección para la prensa produjo críticas positivas. Un periodista escribió: «Nadie en el mundo excepto Charlie Chaplin podría haberlo hecho. Es la única persona que tiene ese algo peculiar llamado "atractivo para el público" con la calidad suficiente para desafiar la predilección popular por las películas sonoras». Estrenada de manera general en enero de 1931, City Lights resultó ser un éxito popular y financiero, recaudando finalmente más de 3 millones USD. El British Film Institute la calificó como el mejor logro de Chaplin y el crítico James Agee elogió la escena final como «la mejor pieza de actuación y el momento fuerte de la película». City Lights se convirtió en la película personal favorita de Chaplin y siguió siendo así durante toda su vida.

#### Viajes, Paulette Goddard yModern Times
City Lights había sido un éxito, pero Chaplin no estaba seguro de poder hacer otra película sin diálogos. Seguía convencido de que el sonido no funcionaría en sus películas, pero también estaba «obsesionado por un miedo deprimente a quedar anticuado». En ese estado de incertidumbre, a principios de 1931, el comediante decidió tomarse unas vacaciones y acabó viajando durante 16 meses. Pasó meses viajando por Europa Occidental, incluyendo temporadas prolongadas en Francia y Suiza, y espontáneamente decidió visitar Japón. El día después de su llegada a Japón, el primer ministro Inukai Tsuyoshi fue asesinado por ultranacionalistas en el Incidente del 15 de mayo. El plan original del grupo había sido provocar una guerra con los Estados Unidos asesinando a Chaplin en una recepción de bienvenida organizada por el primer ministro, pero fue frustrado debido al retraso en el anuncio público de la fecha del evento.
En su autobiografía, Chaplin recordó que a su regreso a Los Ángeles, «estaba confundido y sin plan, inquieto y consciente de una extrema soledad», lo que lo llevó a considerar brevemente la idea de jubilarse y mudarse a China. La soledad de Chaplin se alivió cuando conoció a la actriz Paulette Goddard, de 21 años, en julio de 1932, y la pareja comenzó una relación. Sin embargo, no estaba preparado para comprometerse con una película y se centró en escribir una serie sobre sus viajes (publicada en Woman's Home Companion). El viaje había sido una experiencia estimulante para Chaplin, incluyendo encuentros con varios pensadores destacados, y se interesó cada vez más por los asuntos mundiales.  La situación laboral en Estados Unidos le preocupaba, y temía que el capitalismo y la maquinaria en el lugar de trabajo aumentaran los niveles de desempleo. Fueron estas preocupaciones las que estimularon a Chaplin a desarrollar su nueva película.

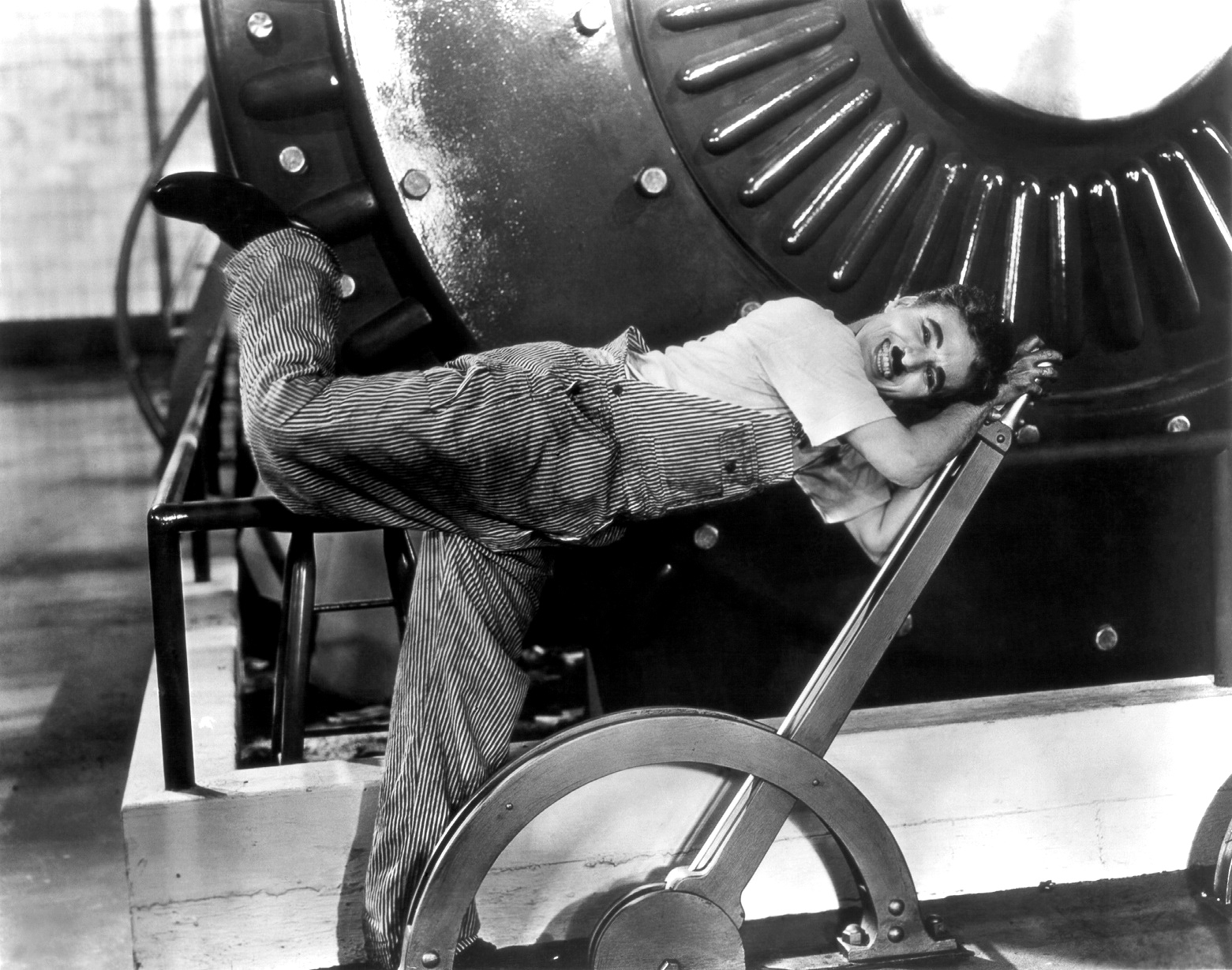
Modern Times (1936), descrita por Jérôme Larcher como una «sombría reflexión sobre la automatización del individuo».

Chaplin anunció Modern Times como «una sátira de algunas fases de nuestra vida laboral». Con el vagabundo y Goddard sobrellevando la Gran Depresión en la trama, se necesitaron diez meses y medio para filmarla. Chaplin tenía la intención de utilizar el diálogo hablado, pero cambió de opinión durante los ensayos y, al igual que su predecesor, Modern Times empleó efectos de sonido, pero casi no se habló. Sin embargo, la interpretación de Chaplin de una canción en gibberish le dio una voz al vagabundo por única vez en una película. Después de grabar la música, Chaplin lanzó Modern Times en febrero de 1936 y fue su primer largometraje en 15 años que adoptó referencias políticas y realismo social, un factor que atrajo una considerable cobertura de prensa a pesar de los intentos de Chaplin de restar importancia al tema. La película recogió menos éxito que sus largometrajes anteriores y recibió críticas mixtas, ya que a algunos espectadores no les gustó la politización. Hoy en día, el British Film Institute considera Modern Times como uno de los «grandes largometrajes» de Chaplin, mientras que David Robinson dice que muestra al cineasta en «su incomparable apogeo como creador de comedia visual».
Tras el lanzamiento de Modern Times, Chaplin se fue con Goddard a un viaje por el Lejano Oriente. Chaplin, Goddard y un sirviente japonés llamado Yonnemori llegaron a Saigón en abril de 1936, y visitaron varios lugares de la Indochina francesa. Luego, visitaron Phnom Penh para ver Angkor Wat, Đà Lạt, continuando por Huế y Đà Nẵng, donde recorrieron las Ngũ Hành Sơn y el Museo de Escultura Cham. En Hanói (la capital de la Indochina francesa) visitaron el popular destino turístico de la Bahía de Ha-Long y luego la pareja partió de Hải Phòng a Hong Kong a bordo del barco el Cantón. La pareja se había negado a comentar sobre la naturaleza de su relación y no se sabía si estaban casados o no. Tiempo después, Chaplin reveló que contrajeron matrimonio en Cantón durante ese viaje, pero para 1938, la pareja se había distanciado, ya que ambos se concentraron mucho en su trabajo. Goddard volvió a ser su protagonista principal en su siguiente largometraje, The Great Dictator, y finalmente, se divorció de Chaplin en México en 1942, alegando incompatibilidad y alejamiento durante más de un año.

### 1939-1952: controversias y desvanecimiento de la popularidad

#### The Great Dictator

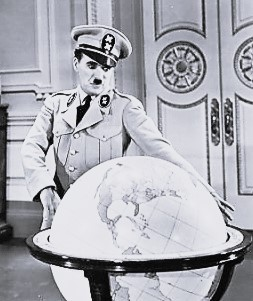
Chaplin satirizó a Adolf Hitler en The Great Dictator (1940).

En la década de 1940, Chaplin se enfrentó a una serie de controversias, tanto en su trabajo como en su vida personal, que cambiaron su suerte y afectaron gravemente su popularidad en los Estados Unidos. La primera de ellas fue su creciente audacia a la hora de expresar sus creencias políticas. Profundamente perturbado por el auge del nacionalismo militarista en la política mundial de la década de 1930, Chaplin descubrió que no podía mantener estos temas fuera de su trabajo. Los paralelismos entre Adolf Hitler y él habían sido ampliamente observados: ambos nacieron con cuatro días de diferencia, habían ascendido de la pobreza a la prominencia mundial y Hitler llevaba el mismo tipo de bigote que Chaplin. Fue este parecido físico lo que facilitó la trama para su siguiente película, The Great Dictator, que satirizó directamente a Hitler y atacó al fascismo.
Chaplin pasó dos años desarrollando el guion y comenzó a filmar en septiembre de 1939, seis días después de que Gran Bretaña le declarara la guerra a Alemania. Chaplin se rindió a utilizar el diálogo hablado, en parte porque aceptó que no tenía otra opción, pero también porque lo valoraba como un mejor método para transmitir un mensaje político. Hacer una comedia sobre Hitler fue visto como algo muy controvertido, pero la independencia financiera de Chaplin le permitió correr el riesgo. «Estaba decidido a seguir adelante», escribió más tarde, «porque había que reírse de Hitler». Chaplin sustituyó al vagabundo (que llevaba un atuendo similar) por «un barbero judío», una referencia a la creencia del Partido Nazi de que era judío. En una actuación dual, también interpretó al dictador Adenoid Hynkel, una parodia de Hitler.
The Great Dictator pasó un año en producción y se estrenó en octubre de 1940. La película generó una gran cantidad de publicidad, un crítico de The New York Times la calificó como «la película más esperada del año» y fue una de las más taquilleras de la época. Sin embargo, el final fue impopular y generó controversia dado que Chaplin concluyó la película con un discurso de cinco minutos en el que abandonó su personaje de barbero, miró directamente a la cámara, y abogó contra la guerra y el fascismo. Charles J. Maland identificó esta prédica abierta como desencadenante de una caída en la popularidad de Chaplin y escribió: «De ahora en adelante, ningún fanático del cine podría separar la dimensión política de [su] imagen de estrella». Sin embargo, tanto a Winston Churchill como a Franklin D. Roosevelt les gustó la película, que vieron en proyecciones privadas antes de su estreno. Posteriormente, Roosevelt invitó a Chaplin a leer el discurso final de la película por radio durante su investidura en enero de 1941, y el discurso se convirtió en un «éxito» del evento. Fue invitado a menudo a otras celebraciones patrióticas para leer el discurso al público durante los años de la guerra y The Great Dictator recibió cinco nominaciones al Oscar, incluyendo la de mejor película, mejor guion original y mejor actor.

#### Problemas legales y Oona O'Neill
A mediados de la década de 1940, Chaplin se vio envuelto en una serie de juicios que ocuparon la mayor parte de su tiempo y afectaron significativamente su imagen pública. Los problemas surgieron de su romance con una aspirante a actriz llamada Joan Barry, con quien estuvo involucrado de forma intermitente entre junio de 1941 y el otoño de 1942. Barry, que mostró un comportamiento obsesivo y fue arrestada dos veces después de que se separaron, reapareció al año siguiente y anunció que estaba embarazada de Chaplin. Como Chaplin negó la afirmación, Barry presentó una demanda de paternidad en su contra.
El director del Buró Federal de Investigaciones (FBI), J. Edgar Hoover, que había sospechado durante mucho tiempo de las inclinaciones políticas de Chaplin, aprovechó la oportunidad para generar publicidad negativa sobre él. Como parte de una campaña de desprestigio para dañar la imagen de Chaplin, el FBI lo nombró en cuatro acusaciones relacionadas con el caso Barry. La más grave de estas fue una supuesta violación de la Ley Mann, que prohíbe el transporte de mujeres a través de las fronteras estatales con fines sexuales. El historiador Otto Friedrich lo llamó un «procedimiento absurdo» de una «ley antigua», pero si Chaplin era declarado culpable, se enfrentaba a 23 años de prisión. Tres cargos carecían de pruebas suficientes para proceder a los tribunales, pero el juicio de la Ley Mann comenzó el 21 de marzo de 1944. Chaplin fue absuelto dos semanas después el 4 de abril, el caso fue noticia con frecuencia y Newsweek lo calificó como «el mayor escándalo de relaciones públicas desde el juicio por asesinato de Fatty Arbuckle en 1921».

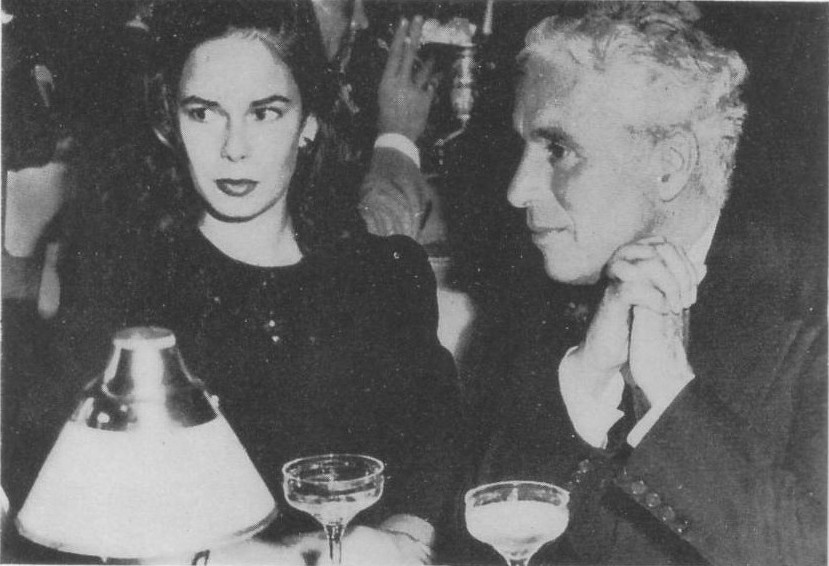
Chaplin con su cuarta y última esposa, Oona, en Hollywood, 1944.

La hija de Barry, Carol Ann, nació en octubre de 1943 y la demanda de paternidad llegó a los tribunales en diciembre de 1944. Después de dos arduos juicios, en los que el fiscal lo acusó de «vileza moral», Chaplin fue declarado padre. Las pruebas de los análisis de sangre que indicaban lo contrario no fueron admitidas y el juez ordenó a Chaplin que pagara la manutención hasta que Carol Ann cumpliera 21 años. La cobertura mediática de la demanda estuvo influenciada por el FBI, que proporcionó información a la columnista de chismes Hedda Hopper, y Chaplin fue retratado bajo una óptica abrumadoramente crítica.
La controversia en torno a Chaplin aumentó cuando, dos semanas después de que se presentara la demanda de paternidad, se anunció que se había casado con su nueva protegida, Oona O'Neill, de 18 años, hija del dramaturgo estadounidense Eugene O'Neill. Chaplin, que entonces tenía 54 años, la había conocido siete meses antes gracias a un agente de cine. En su autobiografía, Chaplin describió el encuentro con O'Neill como «el acontecimiento más feliz de mi vida» y afirmó haber encontrado «el amor perfecto». El hijo de Chaplin, Charles III, informó que Oona «adoraba» a su padre, la pareja permaneció casada hasta la muerte de Chaplin y tuvo ocho hijos a lo largo de 18 años: Geraldine Leigh (nacida en julio de 1944), Michael John (nacido en marzo de 1946), Josephine Hannah (nacida en marzo de 1949), Victoria Agnes (nacida en mayo de 1951), Eugene Anthony (nacido en agosto de 1953), Jane Cecil (nacida en mayo de 1957), Annette Emily (nacida en diciembre de 1959) y Christopher James (nacido en julio de 1962).

#### Monsieur Verdouxy acusaciones comunistas

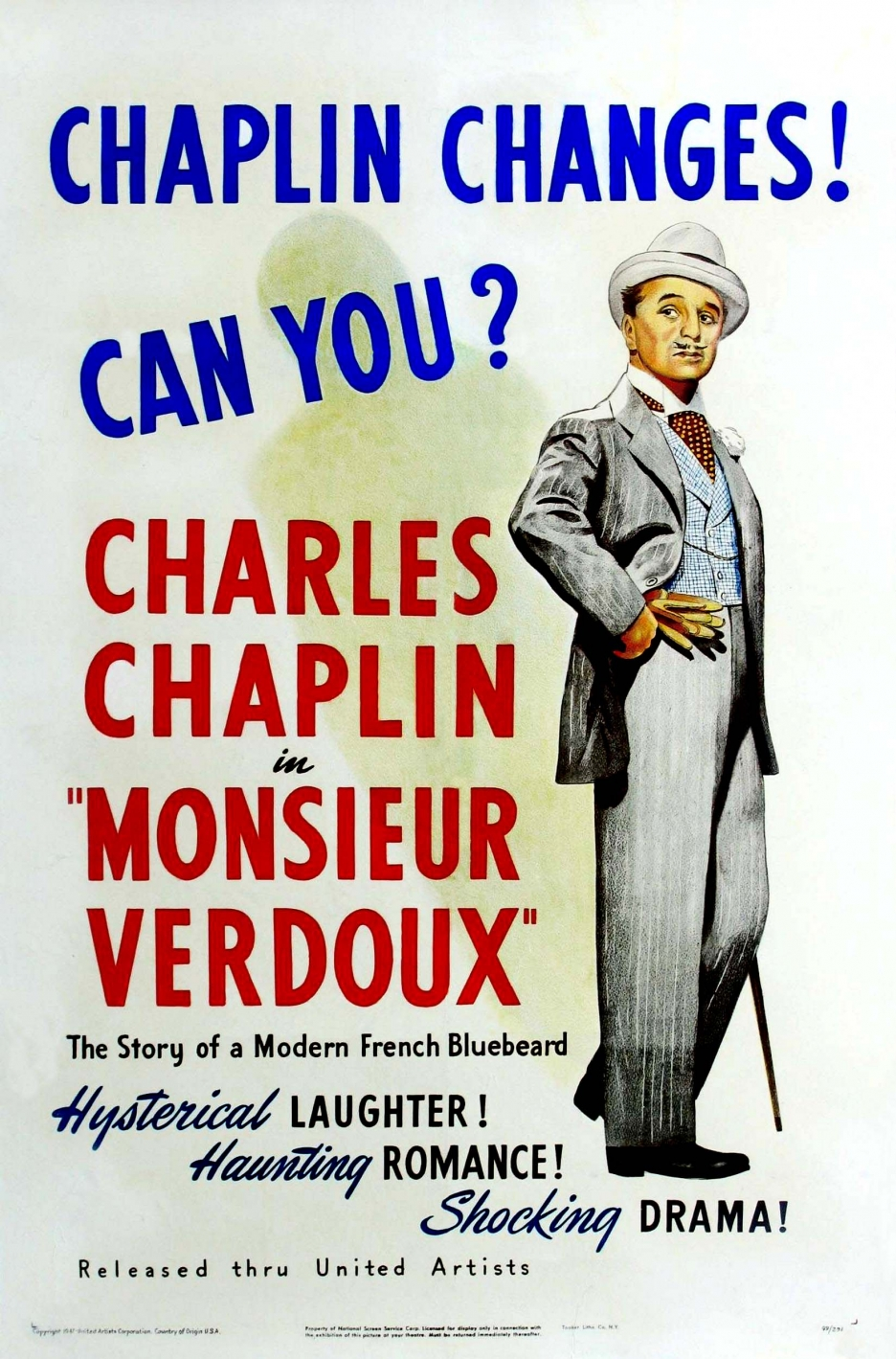
Monsieur Verdoux (1947), una comedia negra sobre un asesino en serie, marcó un cambio significativo para Chaplin.

Chaplin afirmó que los juicios de Barry «habían paralizado [su] creatividad» y pasó algún tiempo antes de que comenzara a trabajar de nuevo. En abril de 1946, finalmente comenzó a filmar un proyecto que había estado en desarrollo desde 1942. Monsieur Verdoux era una comedia negra, la historia de un empleado de banco francés, Verdoux (Chaplin), que pierde su trabajo, y comienza a casarse y asesinar a viudas ricas para mantener a su familia. La inspiración para el proyecto de Chaplin vino de Orson Welles, que quería que protagonizara una película sobre el asesino serial francés Henri Désiré Landru. Chaplin decidió que la temática «haría una comedia maravillosa» y le pagó a Welles 5000 USD por la idea.
Chaplin volvió a expresar sus opiniones políticas en Monsieur Verdoux, criticando al capitalismo y argumentando que el mundo fomenta la matanza masiva a través de guerras y armas de destrucción masiva. Debido a esto, la película se enfrentó a una controversia cuando se estrenó en abril de 1947; Chaplin fue abucheado en el estreno y hubo llamados a un boicot. Monsieur Verdoux fue el primer estreno de Chaplin que fracasó tanto crítica como comercialmente en los Estados Unidos. Tuvo más éxito en el extranjero y el guion de Chaplin fue nominado a los premios de la Academia. Estaba orgulloso de la película, escribiendo en su autobiografía: «Monsieur Verdoux es la película más inteligente y brillante que he hecho hasta ahora».
La reacción negativa a Monsieur Verdoux fue en gran parte el resultado de los cambios en la imagen pública de Chaplin. Junto con el daño del escándalo de Joan Barry, fue acusado públicamente de ser comunista. Su actividad política se había intensificado durante la Segunda Guerra Mundial, cuando hizo campaña por la apertura de un Segundo Frente para ayudar a la Unión Soviética y apoyó a varios grupos de amistad soviético-estadounidenses. También era amigo de varios presuntos comunistas y asistió a funciones ofrecidas por diplomáticos soviéticos en Los Ángeles. En el clima político de los Estados Unidos de la década de 1940, tales actividades implicaban que Chaplin era considerado, como escribe Larcher, «peligrosamente progresista y amoral». El FBI lo quería fuera del país y lanzó una investigación oficial a principios de 1947.
Chaplin negó ser comunista y, en cambio, se llamó a sí mismo un «pacifista», pero sintió que el esfuerzo del gobierno por suprimir la ideología era una restricción inaceptable de las libertades civiles. No dispuesto a permanecer en silencio sobre el tema, protestó abiertamente contra los juicios a los miembros del Partido Comunista y las actividades del Comité de Actividades Antiestadounidenses. Chaplin recibió una citación para comparecer ante el HUAC, pero no fue llamado a testificar. A medida que sus actividades fueron ampliamente reportadas en la prensa y los temores de la Guerra Fría crecieron, surgieron preguntas sobre su imposibilidad de tomar la ciudadanía estadounidense. Se hicieron pedidos para que fuera deportado; en un ejemplo extremo y ampliamente publicado, el representante John E. Rankin, que ayudó a establecer el HUAC, dijo al Congreso en junio de 1947: «La propia vida [de Chaplin] en Hollywood es perjudicial para el tejido moral de Estados Unidos. [Si es deportado]... sus repugnantes películas pueden mantenerse alejadas de los ojos de la juventud estadounidense. Debería ser deportado y eliminado de inmediato».
En 2003, los archivos británicos desclasificados pertenecientes al Ministerio de Asuntos Exteriores británico revelaron que el autor y crítico social George Orwell acusó en secreto a Chaplin de ser un comunista oculto y un amigo de la URSS en un documento de lista de 1949. El nombre de Chaplin fue uno de los 35 que Orwell dio al Departamento de Investigación de Información (IRD), un departamento secreto de propaganda de la Guerra Fría británica que trabajaba en estrecha colaboración con la CIA. Chaplin no fue el único actor en Estados Unidos al que Orwell acusó de ser un comunista secreto.

#### Limelighty prohibición de los Estados Unidos

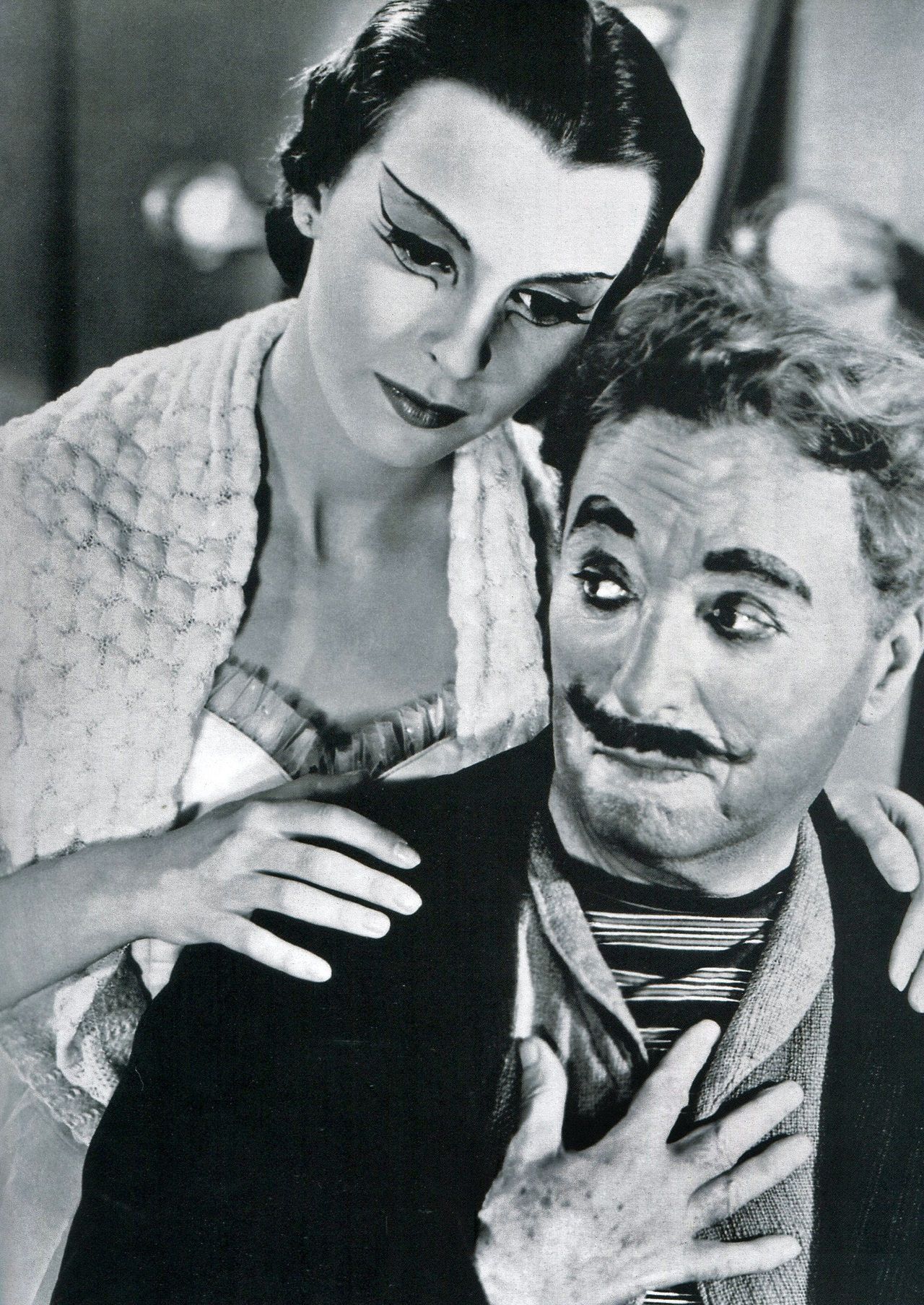
Limelight (1952) fue una película seria y autobiográfica de Chaplin. Su personaje, Calvero, es una ex estrella del music hall (descrito en esta imagen como un «comediante cualquiera») que se ve obligado a lidiar con su pérdida de popularidad. En esta foto, junto a Claire Bloom.

Aunque Chaplin siguió siendo políticamente activo en los años posteriores al fracaso de Monsieur Verdoux,  su siguiente película sobre un comediante de music hall olvidado y una joven bailarina en el Londres eduardiano careció de temas políticos. Limelight era fuertemente autobiográfica, aludiendo no solo a la infancia de Chaplin y a la vida de sus padres, sino también a su pérdida de popularidad en los Estados Unidos. El reparto incluyó a varios miembros de su familia, incluidos sus cinco hijos mayores y su medio hermano, Wheeler Dryden.
El rodaje comenzó en noviembre de 1951, momento en el que Chaplin había pasado tres años trabajando en la historia. Apuntó a un tono más serio que cualquiera de sus películas anteriores, utilizando regularmente la palabra «melancolía» al explicar sus planes a su coprotagonista Claire Bloom. Limelight contó con una aparición especial de Buster Keaton, a quien Chaplin eligió como su compañero de escenario en una escena de pantomima. Esta fue la única vez que los comediantes trabajaron juntos en un largometraje.
Chaplin decidió realizar el estreno mundial de Limelight en Londres, ya que era el escenario de la película, y cuando salió de Los Ángeles, manifestó un presentimiento de que ya no volvería. En Nueva York, abordó el RMS Queen Elizabeth con su familia el 18 de septiembre de 1952, y al día siguiente, el fiscal general de los Estados Unidos, James P. McGranery, revocó el permiso de residencia de Chaplin y declaró que tendría que someterse a una entrevista sobre sus opiniones políticas y comportamiento moral para volver a ingresar a los EE. UU. Aunque McGranery le dijo a la prensa que tenía «un sumario bastante bueno contra Chaplin», Maland concluyó, sobre la base de los archivos del FBI que se publicaron en la década de 1980, que el gobierno de los EE. UU. no tenía evidencia real para impedir la residencia de Chaplin. Es probable que hubiera logrado entrar si lo hubiera solicitado. Sin embargo, cuando Chaplin recibió un cablegrama que le informaba de la noticia, decidió en privado cortar sus lazos con los Estados Unidos:

«El hecho de que volviera a entrar en ese desdichado país o no me importaba poco. Me hubiera gustado decirles que cuanto antes me librara de esa atmósfera llena de odio, mejor, que estaba harto de los insultos y la pomposidad moral de Estados Unidos...»

Como todas sus propiedades permanecieron en Estados Unidos, Chaplin se abstuvo de decir nada negativo sobre el incidente a la prensa. El escándalo atrajo una gran atención, pero Chaplin y su película fueron recibidas calurosamente en Europa. En Estados Unidos, la hostilidad hacia él continuó y, aunque recibió algunas críticas positivas, Limelight fue objeto de un boicot a gran escala. Reflexionando sobre esto, Maland escribió que la caída de Chaplin desde un nivel de popularidad «sin precedentes» «quizá sea la más dramática en la historia del estrellato en Estados Unidos».

### 1953-1977: años europeos

#### Traslado a Suiza yA King in New York
Chaplin no intentó regresar a los Estados Unidos después de que le revocaran el permiso de residencia y, en su lugar, envió a su esposa a arreglar sus asuntos. La pareja decidió establecerse en Suiza y, en enero de 1953, la familia se mudó a su hogar permanente: Manoir de Ban, una finca de 14 hectáreas (35 acres) con vista al lago Lemán en Corsier-sur-Vevey. Chaplin puso a la venta su casa y estudio de Beverly Hills en marzo, y renunció a su permiso de residencia en abril. Al año siguiente, su esposa renunció a su ciudadanía estadounidense y se convirtió en ciudadana británica. Chaplin cortó el último de sus vínculos profesionales con los Estados Unidos en 1955, cuando vendió el resto de sus acciones en United Artists, que tenía dificultades financieras desde principios de la década de 1940.
Chaplin siguió siendo una figura controvertida durante la década de 1950, especialmente después de que le concedieron el Premio Internacional de la Paz por parte del Consejo Mundial de la Paz, liderado por los comunistas, y después de sus reuniones con Zhou Enlai y Nikita Khrushchev. Comenzó a desarrollar su primera película europea, A King in New York, en 1954, donde se presentó como un rey exiliado que busca asilo en los Estados Unidos e incluyó varias de sus experiencias recientes en el guion. Su hijo, Michael, fue elegido para interpretar a un niño cuyos padres están en la mira del FBI, mientras el personaje de Chaplin se enfrenta a acusaciones de comunismo. La sátira política parodiaba a la HUAC y atacaba elementos de la cultura de la década de 1950, incluidos el consumismo, la cirugía plástica y el cine de pantalla ancha. En una reseña, el dramaturgo John Osborne la calificó como la película «más amarga» y «más abiertamente personal» de Chaplin. En una entrevista de 1957, cuando se le pidió que aclarara sus opiniones políticas, Chaplin declaró: «En cuanto a la política, soy un anarquista. Odio el gobierno y las reglas, y las restricciones... La gente debe ser libre».
Chaplin fundó una nueva productora, Attica, y utilizó los estudios Shepperton para el rodaje. Filmar en Inglaterra le resultó una experiencia difícil, porque estaba acostumbrado a su propio estudio de Hollywood y a un equipo familiarizado, y ya no tenía tiempo de producción ilimitado. Según Robinson, eso tuvo un efecto en la calidad de la película, que se estrenó en septiembre de 1957 y recibió críticas mixtas. Chaplin prohibió a los periodistas estadounidenses asistir a su estreno en París y decidió no estrenar la película en los Estados Unidos —A King in New York no se estrenó en ese país hasta 1973—, lo que limitó severamente su recaudación, aunque logró un éxito comercial moderado en Europa.

#### Trabajos finales y renovado interés

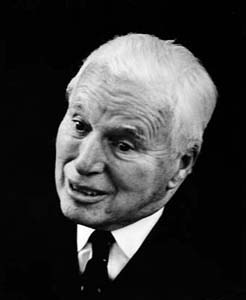
Charles Chaplin, retratado por Erling Mandelmann en 1965.

En las últimas dos décadas de su carrera, Chaplin se concentró en reeditar y musicalizar sus viejas películas para su reestreno, además de asegurar sus derechos de propiedad y distribución. En una entrevista que dio en 1959, el año de su 70.º cumpleaños, Chaplin afirmó que «me equivoqué al matarle, había sitio para el hombrecito en la era atómica». El primero de estos relanzamientos fue The Chaplin Revue (1959), que incluía nuevas versiones de A Dog's Life, Shoulder Arms y The Pilgrim.
En Estados Unidos, la atmósfera política comenzó a cambiar y la atención se dirigió una vez más a las películas de Chaplin en lugar de a sus opiniones. En julio de 1962, el New York Times publicó un editorial que decía: «No creemos que la República estuviera en peligro si al inolvidable pequeño vagabundo de ayer se le permitiera descender por el andén de un barco de vapor o un avión en un puerto estadounidense». Ese mismo mes, Chaplin fue investido con el título honorífico de Doctor en Letras por las universidades de Oxford y Durham, y en noviembre de 1963, el Plaza Theater de Nueva York comenzó una maratón de películas de Chaplin que duraría un año, incluyendo Monsieur Verdoux y Limelight, que obtuvieron excelentes críticas de los periodistas estadounidenses. En septiembre de 1964, se publicó la autobiografía de Chaplin, My Autobiography, en la que había estado trabajando desde 1957. El libro de 500 páginas se convirtió en un éxito de ventas mundial y se centró en sus primeros años y su vida personal, y fue criticado por carecer de información sobre su carrera cinematográfica.

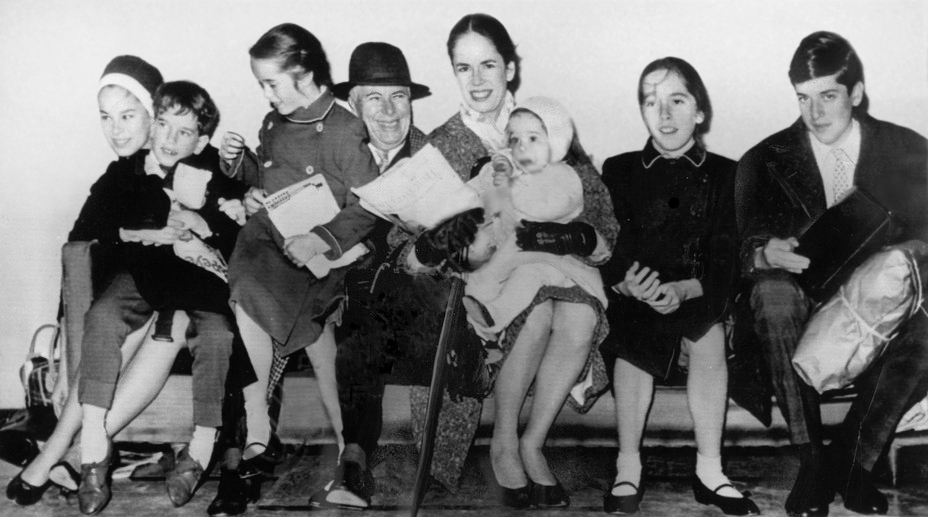
Chaplin con su esposa Oona y seis de sus ocho hijos (Jane y Christopher están ausentes) en 1961.

Poco después de la publicación de sus memorias, Chaplin comenzó a trabajar en A Countess from Hong Kong (1967), una comedia romántica basada en un guion que había escrito para Paulette Goddard en la década de 1930. Ambientada en un transatlántico, la película estaba protagonizada por Marlon Brando como embajador estadounidense y Sophia Loren como una polizona encontrada en su camarote. La película se diferenciaba de las producciones anteriores de Chaplin en varios aspectos; fue la primera en utilizar technicolor y el formato de pantalla ancha, mientras que él se concentró en la dirección y apareció en escena solo en un cameo como un mayordomo mareado. También firmó un contrato con Universal Pictures y nombró a su asistente, Jerome Epstein, como productor. Chaplin recibió 600 000 USD como director, así como un porcentaje de los ingresos brutos. A Countess from Hong Kong se estrenó en enero de 1967, recibió críticas desfavorables y fue un fracaso de taquilla. Chaplin se sintió profundamente herido por la reacción negativa a la película, que resultó ser la última.
Chaplin sufrió una serie de derrames cerebrales menores a finales de los años de 1960, lo que marcó el comienzo de un lento declive en su salud. A pesar de los reveses, pronto estuvo escribiendo un nuevo guion cinematográfico, The Freak, la historia de una niña alada encontrada en Sudamérica, que pretendía que fuera un vehículo protagónico para su hija Victoria, pero su frágil salud impidió que el proyecto se hiciera realidad. A principios de los años 1970, Chaplin se concentró en reestrenar sus antiguas películas, incluidas The Kid y The Circus, y en 1971, fue nombrado Comandante de la Orden Nacional de la Legión de Honor en el Festival de Cine de Cannes. Al año siguiente, fue honrado con un premio especial por el Festival de Cine de Venecia.

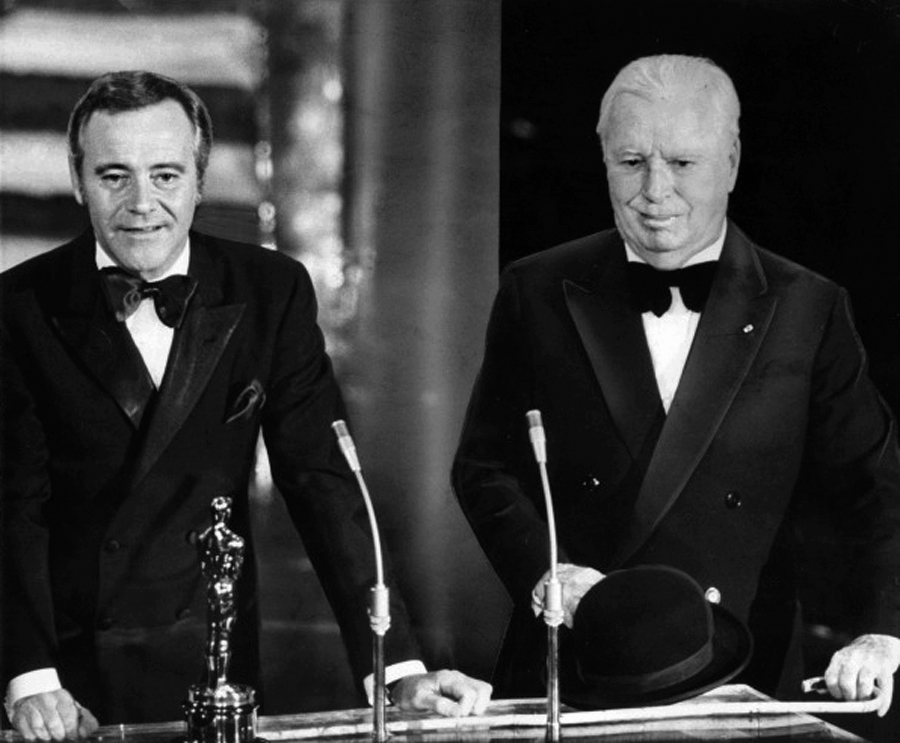
Chaplin (derecha) recibiendo su premio Óscar honorífico de Jack Lemmon en 1972. Esta era la primera vez que regresaba a Estados Unidos en veinte años.

En 1972, la Academia de Artes y Ciencias Cinematográficas le ofreció a Chaplin un premio honorífico, que Robinson consideró una señal de que Estados Unidos «quería enmendar sus errores». Chaplin inicialmente dudó en aceptarlo, pero decidió regresar a los EE. UU. por primera vez en 20 años. La visita atrajo una gran cantidad de cobertura de prensa y, en la gala de los premios de la Academia, recibió una ovación de pie de 12 minutos, la más larga en su historia. Visiblemente emocionado, Chaplin aceptó su premio por «el efecto incalculable que ha tenido al hacer del cine la forma de arte de este siglo».

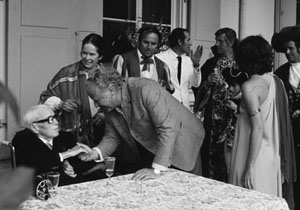
Chaplin en su silla de ruedas, delante de Oona O'Neill, c. 1976.

Aunque Chaplin todavía tenía planes para futuros proyectos cinematográficos, a mediados de la década de 1970 estaba muy frágil. Sufrió varios derrames cerebrales más, lo que le dificultó comunicarse, y tuvo que usar una silla de ruedas. Sus proyectos finales fueron la compilación de una autobiografía ilustrada, My Life in Pictures (1974), y de la banda sonora de A Woman of Paris para su reestreno en 1976. También apareció en un documental sobre su vida, The Gentleman Tramp (1975), dirigido por Richard Patterson, y en los Honores de Año Nuevo de 1975, Chaplin fue galardonado con el título de Caballero por la reina Isabel II, aunque estaba demasiado débil para arrodillarse y recibió el honor en su silla de ruedas.

#### Muerte

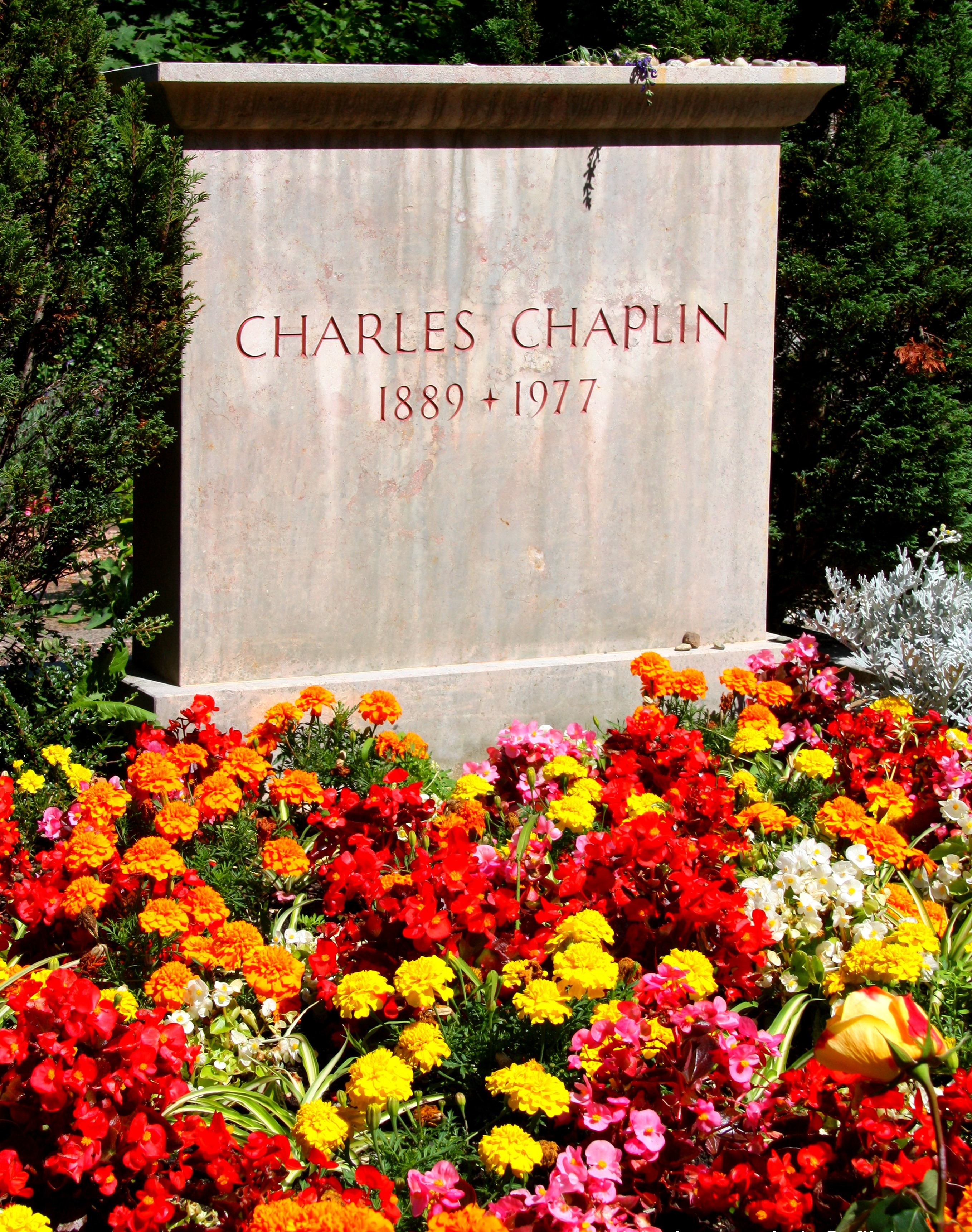
Tumba de Charles Chaplin en Corsier-sur-Vevey, Suiza.

En octubre de 1977, la salud de Chaplin había empeorado hasta el punto de que necesitaba cuidados constantes y su hija Geraldine señaló que en sus últimos tiempos se había convertido en un «vegetal». En la madrugada de la Navidad de 1977, Chaplin murió en su casa después de sufrir un derrame cerebral mientras dormía a la edad de 88 años. Curiosamente, la Navidad era la fiesta que más odiaba, porque le recordaba todas las carencias que había sufrido en su niñez. De acuerdo a sus deseos, el funeral, el 27 de diciembre, consistió en una ceremonia anglicana pequeña e íntima y fue enterrado en el cementerio de Corsier-sur-Vevey. Entre los tributos de la industria cinematográfica, el director René Clair escribió: «Fue un monumento del cine, de todos los países y de todos los tiempos... el regalo más hermoso que el cine nos hizo», y el actor Bob Hope declaró: «Tuvimos suerte de haber vivido en su época».
El 1 de marzo de 1978, Roman Wardas y Gantcho Ganev desenterraron y robaron el ataúd de Chaplin de su tumba. El cuerpo fue retenido para pedir un rescate en un intento de extorsionar a su viuda, Oona Chaplin, pero la pareja fue atrapada en una gran operación policial en mayo y el ataúd de Chaplin fue encontrado enterrado en un campo en el pueblo cercano de Noville, tras lo cual fue enterrado nuevamente en el cementerio de Corsier en una bóveda de hormigón armado.
Chaplin le dejó más de 100 millones USD a su viuda. Según la biógrafa no oficial Jane Scovell y su ex nuera Patrice Chaplin, O'Neill era alcohólica y se recluyó casi completamente después de regresar permanentemente a Manoir de Ban a fines de la década de 1980. Murió el 27 de septiembre de 1991 a la edad de 66 años de un cáncer de páncreas en Corsier-sur-Vevey y fue enterrada junto a su esposo en el cementerio del pueblo. En su último testamento, O'Neill, que fue una prolífica escritora de diarios y cartas durante toda su vida, ordenó que todos sus escritos fueran destruidos y nunca publicados.

## Producción cinematográfica

### Influencias
Chaplin creía que su primera influencia fue su madre, que cuando era niño lo entretenía sentándose en la ventana e imitando a los transeúntes: «Mirándola a ella aprendí no solo a expresar emociones con mis manos y mi cara, sino también a observar y estudiar a la gente». Los primeros años de Chaplin en el music hall le permitieron ver a los comediantes en acción; también asistió a las pantomimas navideñas en Drury Lane, donde estudió el arte de la bufonería con artistas como Dan Leno. Los años que Chaplin pasó con la compañía de Fred Karno tuvieron un efecto formativo en él como actor y cineasta. Simon Louvish escribió que la compañía fue su «campo de entrenamiento» y fue ahí donde aprendió a variar su paso de comedia. El concepto de mezclar sentimentalismo con payasadas lo aprendió de Karno, quien también utilizó elementos del absurdo que se volvieron familiares en los gags de Chaplin. En el ámbito cinematográfico, Chaplin se inspiró en el trabajo del comediante francés Max Linder, cuyas películas admiraba enormemente. Al desarrollar el vestuario y el personaje del vagabundo, probablemente se inspiró en la escena del vodevil estadounidense, donde los personajes de vagabundos eran comunes.

### Método

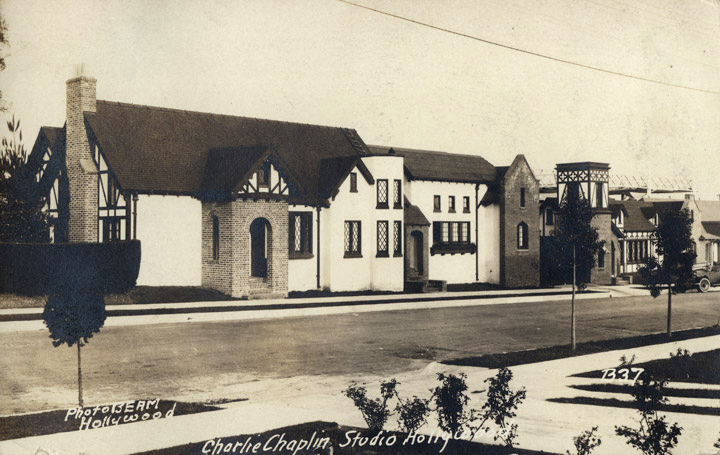
Una imagen de 1922 de los estudios Charlie Chaplin, donde fueron realizadas todas sus películas entre 1918 y 1952.

Chaplin nunca habló más que superficialmente sobre sus métodos de realización cinematográfica, afirmando que tal cosa equivaldría a que un mago revelara su propio truco. Poco se supo sobre su proceso de trabajo a lo largo de su vida, pero la investigación de los historiadores de cine, en particular los hallazgos de Kevin Brownlow y David Gill —que se presentaron en el documental de tres partes Unknown Chaplin (1983)—, reveló desde entonces su método de trabajo singular.
Hasta que comenzó a hacer películas sonoras con The Great Dictator (1940), Chaplin nunca filmó a partir de un guion completo. Muchas de sus primeras películas comenzaban solo con una premisa vaga, por ejemplo, «Charlie ingresa a un centro de salud» o «Charlie trabaja en una casa de empeños». Luego, hizo construir decorados y trabajó con su compañía para improvisar gags y «actividades» desarrollando casi siempre las ideas dentro de la película. A medida que se aceptaban y descartaban ideas, surgía una estructura narrativa que frecuentemente requería que Chaplin volviera a filmar una escena ya completada que, de otra manera, podría haber contradicho la historia. Desde A Woman of Paris (1923) en adelante, Chaplin comenzó el proceso de filmación con una trama preparada, pero Robinson escribió que todas las películas hasta Modern Times (1936) «pasaron por muchas metamorfosis y permutaciones antes de que las historias tomaran su forma final».
Producir películas de esta manera significaba que Chaplin demoraba más en terminar sus películas que casi cualquier otro cineasta en ese momento. Si se quedaba sin ideas, a menudo se tomaba un descanso en el rodaje, que podía durar días, mientras mantenía el estudio listo para cuando volviera la inspiración. El proceso se retrasaba aún más debido al riguroso perfeccionismo de Chaplin y, según su amigo Ivor Montagu, «nada más que la perfección era lo correcto» para el cineasta. Como él mismo financiaba sus películas, Chaplin tenía la libertad de esforzarse por alcanzar ese objetivo y filmar tantas tomas como quisiera, pero el número era a menudo excesivo, por ejemplo, 53 tomas por cada una que se terminaba en The Kid (1921). Para The Immigrant (1917), un cortometraje de 20 minutos, Chaplin filmó 40 000 pies de película, suficiente para un largometraje.
Al describir su método de trabajo como «pura perseverancia hasta el punto de la locura», Chaplin se consumía por completo en la producción de una película. Robinson escribió que incluso en los últimos años de Chaplin, su trabajo continuó «teniendo prioridad por sobre todo y todos los demás». La combinación de improvisación de la historia y perfeccionismo feroz, que resultó en días de esfuerzo y miles de pies de película desperdiciados, todo con un costo enorme, a menudo resultó agotador para Chaplin, quien, frustrado, arremetía contra sus actores y el equipo.
Chaplin ejerció un control completo sobre sus películas, hasta el punto de que representaba los otros papeles para su elenco, esperando que lo imitaran exactamente.  Editó personalmente todas sus películas, examinando grandes cantidades de material para crear el filme exacto que quería. Como resultado de su completa independencia, el historiador de cine Andrew Sarris lo destacó como uno de los primeros cineastas de autor. Chaplin recibió ayuda de su director de fotografía de muchos años, Roland Totheroh, de su hermano Sydney Chaplin, y de varios asistentes de dirección como Harry Crocker y Charles Reisner.

### Estilo y temas
Aunque el estilo cómico de Chaplin se encuadra ampliamente como comedia física, se la considera sobria e inteligente, y el historiador de cine Philip Kemp describió su trabajo como una mezcla de «comedia física ágil y balética, y gags reflexivos basados en situaciones». Chaplin se apartó de la comedia física convencional al reducir el ritmo y exprimir cada escena de su potencial cómico, con un mayor enfoque en desarrollar la relación del espectador con los personajes. A diferencia de las comedias físicas convencionales, Robinson afirmó que los momentos cómicos en las películas de Chaplin se centraron en la actitud del vagabundo ante las cosas que le suceden: el humor no proviene del vagabundo chocando contra un árbol, sino de levantar su sombrero hacia el árbol en señal de disculpa. Dan Kamin escribió que los «manierismos peculiares» de Chaplin y su «comportamiento serio en medio de las acciones de payasadas» fueron otros aspectos clave de su comedia, mientras que la transformación surrealista de objetos y el empleo de trucos ante la cámara también fueron características comunes. Su estilo característico consistía en idiosincrasias gestuales como un sombrero hongo torcido, hombros caídos, pecho desinflado y brazos colgando, y pelvis inclinada hacia atrás para enriquecer la personalidad cómica de su personaje de «vagabundo». Su ropa raída pero pulcra y su incesante conducta de aseo junto con su forma geométrica de caminar y moverse dieron a sus personajes en pantalla una calidad de marioneta.
Las películas mudas de Chaplin solían recorrer los esfuerzos del vagabundo por sobrevivir en un mundo hostil. El personaje vive en la pobreza y con frecuencia es tratado mal, pero sigue siendo amable y optimista; desafiando su posición social, se esfuerza por ser visto como un caballero. Como dijo Chaplin en 1925, «el meollo del asunto del vagabundo es que, por muy deprimido que esté, por muy bien que los chacales logren destrozarlo, sigue siendo un hombre digno». El vagabundo desafía a las figuras de autoridad y «da lo mismo que recibe», lo que llevó a Robinson y Louvish a verlo como un representante de los desfavorecidos, un «hombre común convertido en salvador heroico». Hansmeyer señala que varias de las películas de Chaplin terminan con «el vagabundo solitario y sin hogar [caminando] optimistamente... hacia el atardecer... para continuar su viaje».
La infusión de sentimentalismo fue un aspecto bien conocido del trabajo de Chaplin, y Larcher destacó su reputación de «[inducir] risa y lágrimas». El sentimentalismo en sus películas provino de una variedad de fuentes y, en ese aspecto, Louvish señaló «el fracaso personal, las limitaciones de la sociedad, el desastre económico y la intemperie». Chaplin a veces se basó en eventos trágicos al crear sus películas, como en el caso de The Gold Rush (1925), que se inspiró en el destino de la expedición Donner. Constance B. Kuriyama identificó temas subyacentes serios en las primeras comedias, como la avaricia (The Gold Rush) y la pérdida (The Kid). Chaplin también abordó temas controvertidos: la inmigración (The Immigrant, 1917); la ilegitimidad (The Kid, 1921) y el consumo de drogas (Easy Street, 1917), que a menudo exploraba irónicamente, haciendo comedia del sufrimiento.
Las críticas sociales fueron una característica de las películas de Chaplin desde el principio de su carrera, ya que retrataba a los desvalidos de una manera comprensiva y resaltaba las dificultades de los pobres. Más tarde, cuando desarrolló un gran interés por la economía y se sintió obligado a dar a conocer sus puntos de vista, Chaplin comenzó a incorporar mensajes abiertamente políticos en sus filmes. Modern Times (1936) retrataba a trabajadores de fábricas en condiciones pésimas, The Great Dictator (1940) parodiaba a Adolf Hitler y Benito Mussolini, y terminaba con un discurso contra el nacionalismo, Monsieur Verdoux (1947) criticaba la guerra y el capitalismo, y A King in New York (1957) atacaba al macartismo.
Varias de las películas de Chaplin incorporaron elementos autobiográficos y el psicólogo Sigmund Freud creía que Chaplin «siempre se interpretaba a sí mismo tal como era en su triste juventud». Se cree que The Kid reflejaba el trauma infantil de Chaplin de ser enviado a un orfanato, los personajes principales de Limelight (1952) contenían elementos de la vida de sus padres y A King in New York hacía referencia a la experiencia de Chaplin de ser rechazado por los Estados Unidos. Muchos de sus escenarios, especialmente en escenas callejeras, tenían una fuerte similitud con Kennington, donde creció. Stephen M. Weissman argumentó que la relación problemática de Chaplin con su madre enferma mentalmente a menudo se reflejaba en sus personajes femeninos y el deseo del vagabundo de salvarlos.
En cuanto a la estructura de las películas de Chaplin, el académico Gerald Mast las veía como compuestas por sketches unidos entre sí por el mismo tema y escenario, en lugar de tener una historia estrechamente unificada. Visualmente, sus películas son simples y económicas, con escenas retratadas como si estuvieran ambientadas en un escenario. Su enfoque de la filmación fue descrito por el director artístico Eugène Lourié: «Chaplin no pensaba en películas "artísticas" cuando estaba filmando. Creía que la actuación era lo principal. La cámara estaba ahí para filmar a los actores». En su autobiografía, Chaplin escribió: «La simplicidad es lo mejor... los efectos pomposos ralentizan la actuación, son aburridos y desagradables... La cámara no debería entrometerse». Este enfoque provocó críticas, desde la década de 1940, por ser «anticuado», mientras que el erudito cinematográfico Donald McCaffrey lo vio como una indicación de que Chaplin nunca entendió completamente el cine como medio. Kamin, sin embargo, comentó que el talento cómico de Chaplin no podría haber seguido siendo lo suficientemente gracioso en la pantalla si no hubiera tenido «una capacidad para concebir y dirigir escenas específicamente para el medio cinematográfico».

### Composiciones

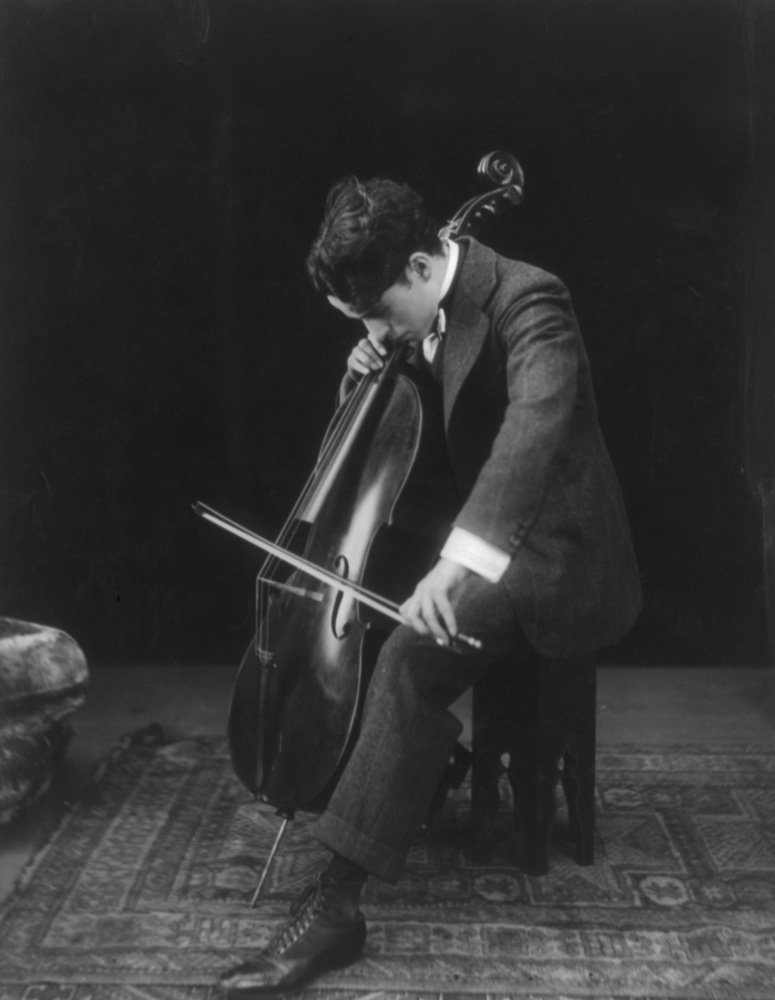
Chaplin tocando el violonchelo en 1915.

Chaplin desarrolló una pasión por la música desde niño y aprendió a tocar el piano, el violín y el violonchelo. Consideraba que el acompañamiento musical de una película era importante, y a partir de A Woman of Paris en adelante se interesó cada vez más en esa área. Con la llegada de la tecnología del sonido, Chaplin comenzó utilizando una banda sonora orquestal sincronizada, compuesta por él mismo, para City Lights (1931), y a partir de entonces, compuso las bandas sonoras de todas sus películas y, desde finales de la década de 1950 hasta su muerte, sonorizó todas sus películas mudas y algunos de sus cortometrajes.
Como Chaplin no era un músico entrenado, no podía leer partituras y necesitaba la ayuda de compositores profesionales, como David Raksin, Raymond Rasch y Eric James, cuando creaba sus partituras. Se contrataron directores musicales para supervisar el proceso de grabación, como Alfred Newman para City Lights. Aunque algunos críticos afirmaron que el crédito por su música cinematográfica debe atribuírsele a los compositores que trabajaron con él, Raksin, que trabajó con Chaplin en Modern Times, destacó la posición creativa de Chaplin y su participación activa en el proceso de composición. Este proceso, que podía llevar meses, comenzaba con la descripción de Chaplin al compositor o compositores de lo que quería exactamente y la interpretación o el canto de melodías que había improvisado en el piano. Estas melodías se desarrollaban más adelante en una estrecha colaboración entre el compositor y Chaplin. Según el historiador de cine Jeffrey Vance, «aunque se apoyó en colaboradores para concertar una instrumentación variada y compleja, el imperativo musical es suyo, y ni una sola nota en una partitura musical de Chaplin fue colocada ahí sin su consentimiento».
Las composiciones de Chaplin produjeron tres canciones populares. «Smile», compuesta originalmente para Modern Times (1936) y más tarde con letra de John Turner y Geoffrey Parsons, fue un éxito interpretada por Nat King Cole en 1954. Para Limelight, Chaplin compuso «Terry's Theme», que fue popularizado por Jimmy Young como «Eternally» (1952), y finalmente, «This Is My Song», interpretada por Petula Clark para A Countess from Hong Kong (1967), alcanzó el número uno en las listas de éxitos del Reino Unido y otras partes de Europa. Chaplin también recibió su único Óscar en competencia por su trabajo de composición, ya que el tema de Limelight ganó un premio de la Academia a la mejor banda sonora original en 1973 después del relanzamiento de la película.

### Filmografía
Largometrajes dirigidos
- The Kid (1921)
- A Woman of Paris (1923)
- The Gold Rush (1925)
- The Circus (1928)
- City Lights (1931)
- Modern Times (1936)
- The Great Dictator (1940)
- Monsieur Verdoux (1947)
- Limelight (1952)
- A King in New York (1957)
- A Countess from Hong Kong (1967)

## Premios y nominaciones

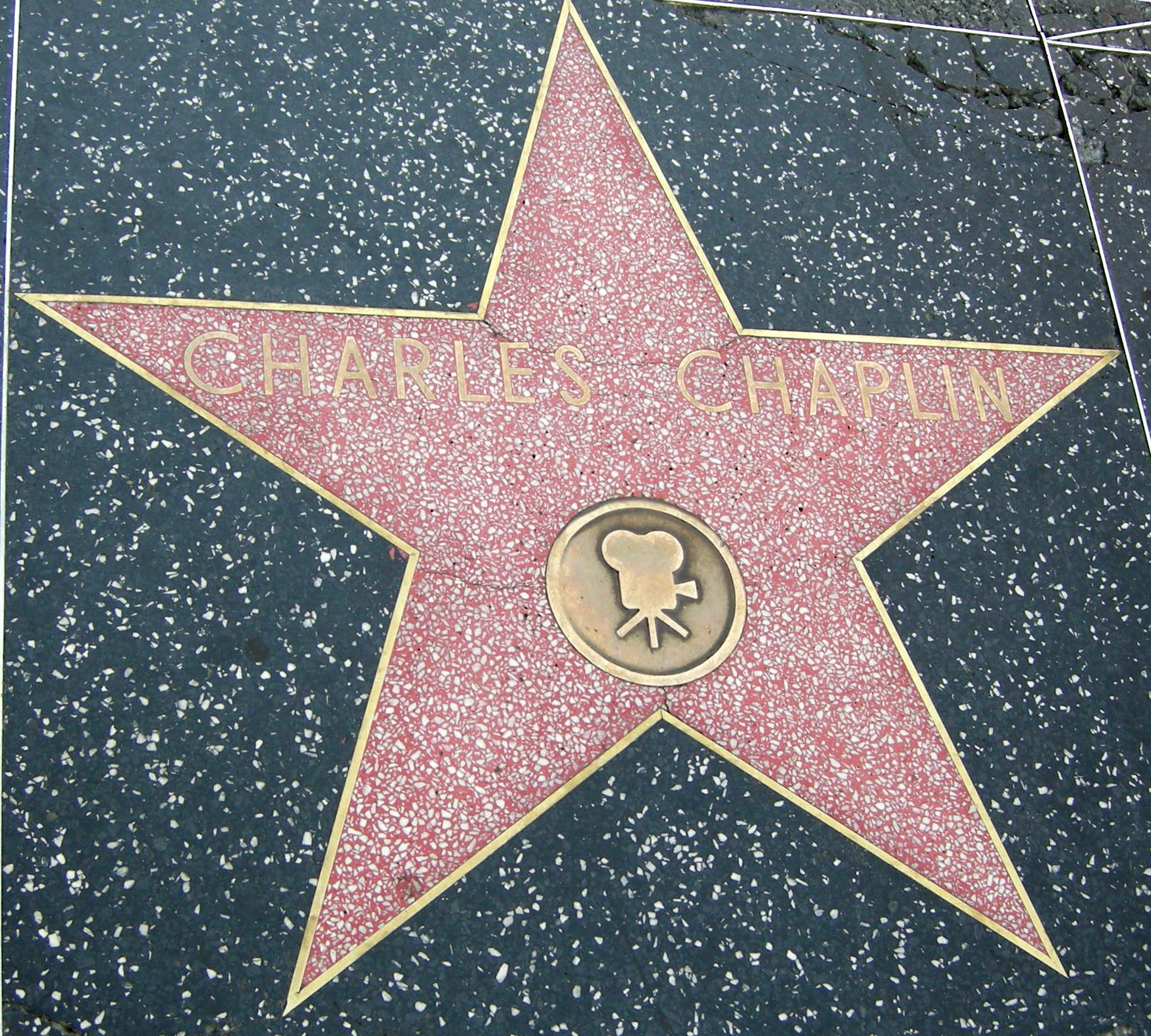
Estrella de Chaplin en el Paseo de la fama de Hollywood en el 6755 de Hollywood Boulevard.

Chaplin recibió muchos premios y honores, especialmente en su última etapa. En los Honores de Año Nuevo de 1975, fue nombrado Caballero Comendador de la Orden del Imperio Británico (KBE) y también recibió el título de Doctor honoris causa en Letras por la Universidad de Oxford y la Universidad de Durham en 1962. En 1965, Ingmar Bergman y él fueron ganadores en conjunto del premio Erasmus y, en 1971, fue nombrado Comendador de la Orden Nacional de la Legión de Honor por el gobierno francés. En el ámbito cinematográfico, Chaplin recibió un León de Oro especial en el Festival de Cine de Venecia en 1972 y un premio a la trayectoria de The Film Society of Lincoln Center el mismo año; este último se ha entregado desde entonces todos los años como el premio Chaplin. Además, recibió una estrella en el Paseo de la fama de Hollywood en 1972, tras haber sido excluido previamente por sus creencias políticas.
Chaplin recibió tres premios Óscar: un premio honorífico por su «versatilidad y genio en la actuación, escritura, dirección y producción de The Circus» en 1929, un segundo premio honorífico por «el efecto incalculable que ha tenido en hacer de las películas la forma de arte de este siglo» en 1972 y un premio a la mejor banda sonora en 1973 por Limelight (compartido con Ray Rasch y Larry Russell). Fue nominado además en las categorías de Mejor actor, Mejor guion original y Mejor película (como productor) por The Great Dictator, y recibió otra nominación a Mejor guion original por Monsieur Verdoux. En 1976, Chaplin fue nombrado miembro de la Academia Británica de las Artes Cinematográficas y de la Televisión (BAFTA). Además, seis de las películas de Chaplin fueron seleccionadas para su preservación en el National Film Registry por la Biblioteca del Congreso de los Estados Unidos: The Immigrant (1917), The Kid (1921), The Gold Rush (1925), City Lights (1931), Modern Times (1936) y The Great Dictator (1940).
| Año  | Premio                                    | Rubro                           | Nominación                     | Resultado |
| ---- | ----------------------------------------- | ------------------------------- | ------------------------------ | --------- |
| 1928 | Premios Óscar                             | Premio de la Academia honorario | The Circus                     | Ganador   |
| 1940 | Premios Óscar                             | Mejor película                  | The Great Dictator             | Nominado  |
| 1940 | Premios Óscar                             | Mejor Actor                     | The Great Dictator             | Nominado  |
| 1940 | Premios Óscar                             | Mejor guion original            | The Great Dictator             | Nominado  |
| 1947 | Premios Óscar                             | Mejor guion original            | Monsieur Verdoux               | Nominado  |
| 1971 | Premios Óscar                             | Óscar honorífico                | Óscar honorífico               | Ganador   |
| 1972 | Premios Óscar                             | Mejor banda sonora original     | Limelight                      | Ganador   |
| 1940 | National Board of Review                  | Mejor actor                     | The Great Dictator             | Ganador   |
| 1940 | New York Film Critics Circle Award        | Mejor actor                     | The Great Dictator             | Ganador   |
| 1952 | New York Film Critics Circle Award        | Mejor director                  | Limelight                      | Nominado  |
| 1952 | New York Film Critics Circle Award        | Mejor actor                     | Limelight                      | Nominado  |
| 1976 | Premios BAFTA                             | BAFTA Academy Fellowship Award  | BAFTA Academy Fellowship Award | Ganador   |
| 1974 | Premio del Sindicato de Directores        | Premio a la trayectoria         | Premio a la trayectoria        | Ganador   |
| 1972 | The Film Society of Lincoln Center        | Gala tributo                    | Gala tributo                   | Ganador   |
| 1972 | Festival Internacional de Cine de Venecia | León de oro a la trayectoria    | León de oro a la trayectoria   | Ganador   |
| 1972 | Paseo de la fama de Hollywood             | Estrella                        | Estrella                       | Ganador   |

## Legado

### Reconocimiento

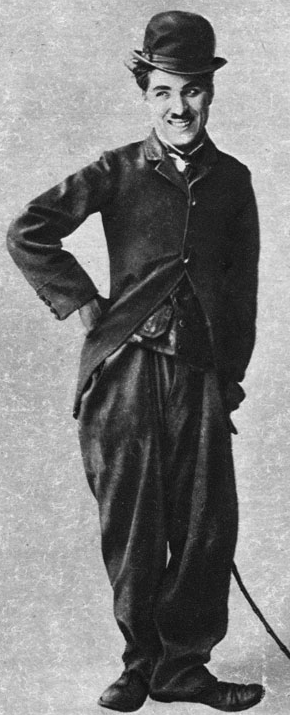
Chaplin como el vagabundo, el «mayor ícono universal» del cine, en 1915.

En 1998, el crítico de cine Andrew Sarris calificó a Chaplin como «posiblemente el artista más importante que ha dado el cine, ciertamente su intérprete más extraordinario y más probablemente aún su ícono más universal». El British Film Institute lo describió como «una figura imponente en la cultura mundial» y fue incluido en la lista de las «100 personas más importantes del siglo XX» de la revista Time por la «risa [que causó] a millones» y porque «ayudó a convertir una industria en un arte». En 1999, el American Film Institute clasificó a Chaplin como la décima estrella masculina más grande del cine clásico de Hollywood.
La imagen del vagabundo se convirtió en parte de la historia cultural; según Simon Louvish, el personaje es reconocido para personas que nunca vieron una película de Chaplin y en lugares donde nunca se proyectaron sus películas. El crítico Leonard Maltin escribió sobre la naturaleza «única» e «indeleble» del vagabundo, y argumentó que ningún otro comediante igualó su «impacto mundial». Elogiando el personaje, Richard Schickel sugirió que las películas de Chaplin con el vagabundo contienen las «expresiones más elocuentes y ricamente cómicas del espíritu humano» en la historia del cine. Los recuerdos relacionados con el personaje todavía se venden por grandes sumas en subastas: en 2006, un sombrero hongo y una caña de bambú que formaban parte del traje del vagabundo se compraron por 140 000 USD en una subasta en Los Ángeles.
Como cineasta, Chaplin es considerado un pionero y una de las figuras más influyentes de principios del siglo XX y a menudo se le atribuye el mérito de ser uno de los primeros artistas del medio. El historiador de cine Mark Cousins escribió que Chaplin «cambió no sólo la imaginería del cine, sino también su sociología y gramática», y afirmó que Chaplin fue tan importante para el desarrollo de la comedia como género como D. W. Griffith lo fue para el drama. Fue el primero en popularizar el largometraje de comedia y en ralentizar el ritmo de la acción, añadiéndole sentimentalismo y sutileza. Aunque su obra se clasifica principalmente como comedia física, el drama de Chaplin A Woman of Paris (1923) fue una gran influencia para la película de Ernst Lubitsch, The Marriage Circle (1924) y, por lo tanto, jugó un papel en el desarrollo de la «comedia sofisticada». Según David Robinson, las innovaciones de Chaplin fueron «rápidamente asimiladas para convertirse en parte de la práctica común del oficio cinematográfico». Entre los cineastas que citaron a Chaplin como una influencia se encuentran Federico Fellini (quien llamó a Chaplin «una especie de Adán, del cual todos descendemos»), Jacques Tati («Sin él nunca habría hecho una película»), René Clair («Inspiró prácticamente a todos los cineastas»), François Truffaut («Mi religión es el cine. Creo en Charlie Chaplin...»), Michael Powell, Billy Wilder, Vittorio De Sica y Richard Attenborough. El cineasta ruso Andréi Tarkovski elogió a Chaplin como «la única persona que ha pasado a la historia del cine sin ninguna sombra de duda. Las películas que dejó atrás nunca pueden envejecer». El cineasta indio Satyajit Ray dijo sobre Chaplin: «Si hay un nombre que se puede decir que simboliza el cine, es Charlie Chaplin... Estoy seguro de que el nombre de Chaplin sobrevivirá incluso si el cine deja de existir como medio de expresión artística. Chaplin es verdaderamente inmortal». El cineasta favorito del autor francés Jean Renoir era Chaplin.

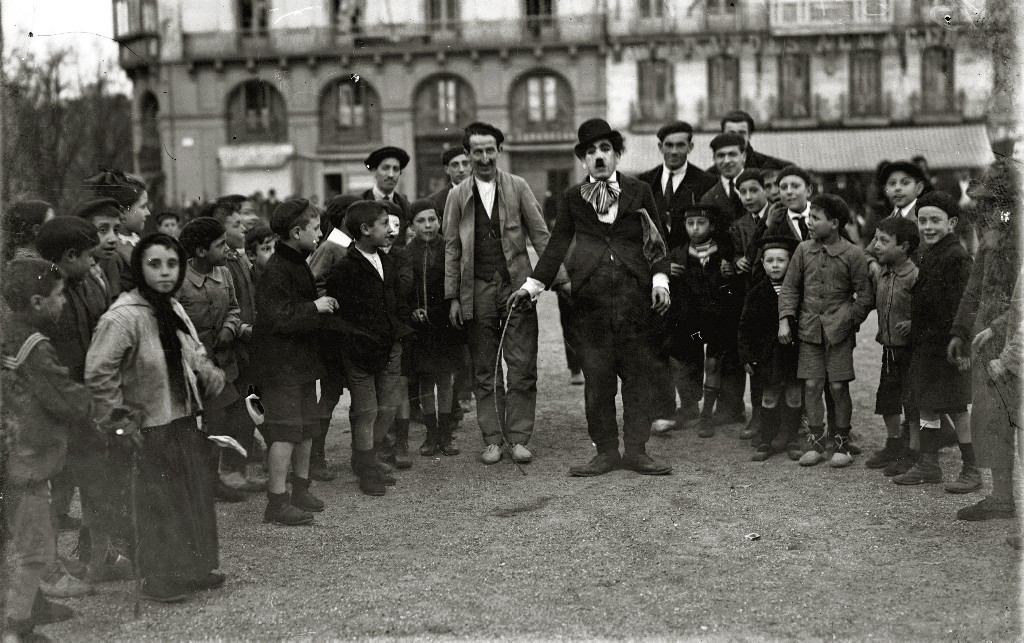
Un imitador de Chaplin y su público en San Sebastián, España, en 1919.

Chaplin también influyó fuertemente en el trabajo de comediantes posteriores. Marcel Marceau dijo que se inspiró para convertirse en mimo después de ver a Chaplin, mientras que el actor Raj Kapoor basó su personaje cinematográfico en el vagabundo. Mark Cousins también detectó el estilo cómico de Chaplin en el personaje francés Monsieur Hulot y el personaje italiano Totò. En otros campos, Chaplin ayudó a inspirar a los personajes de dibujos animados Félix el Gato y Mickey Mouse, y fue una influencia en el movimiento artístico Dada. Como uno de los miembros fundadores de United Artists, Chaplin también tuvo un papel en el desarrollo de la industria cinematográfica y Gerald Mast escribió que, aunque UA nunca se convirtió en una gran empresa como MGM o Paramount Pictures, la idea de que los directores pudieran producir sus propias películas estaba «años adelantada a su tiempo».
En 1992, la encuesta Top Ten de los críticos de Sight & Sound clasificó a Chaplin en el puesto número 5 en su lista de los «10 mejores directores» de todos los tiempos. En el siglo XXI, varias de las películas de Chaplin todavía se consideran clásicos y se encuentran entre las mejores jamás realizadas. La encuesta Sight & Sound de 2012, que compila las «diez mejores» votaciones de los críticos y directores de cine para determinar las películas más aclamadas de cada grupo, percibió a City Lights entre las 50 mejores de los críticos, Modern Times dentro del top 100, y The Great Dictator y The Gold Rush ubicadas entre las 250 mejores. Las 100 mejores películas votadas por los directores incluyeron Modern Times en el número 22, City Lights en el número 30 y The Gold Rush en el número 91. Cada una de las películas de Chaplin recibió un voto y, por otro lado, Chaplin ocupó el puesto número 35 en la lista de los «40 mejores directores de todos los tiempos» de la revista Empire en 2005. En 2007, el American Film Institute nombró a City Lights como la undécima mejor película estadounidense de todos los tiempos, mientras que The Gold Rush y Modern Times volvieron a estar entre las cien mejores. Se siguen publicando libros sobre Chaplin con regularidad, y es un tema popular para los estudiosos de los medios y los archivistas de cine, mientras que muchas de las películas de Chaplin tuvieron un lanzamiento en DVD y Blu-ray.
El legado de Chaplin es administrado en representación de sus hijos por la oficina de Chaplin, ubicada en París. La oficina representa a la Association Chaplin, fundada por algunos de sus hijos para «proteger el nombre, la imagen y los derechos morales» de su obra, a Roy Export SAS, propietaria de los derechos de autor de la mayoría de sus películas realizadas después de 1918, y a Bubbles Incorporated S.A., propietaria de los derechos de autor de su imagen y nombre. Su archivo central se encuentra en los archivos de Montreux, Suiza, y versiones escaneadas de su contenido, incluidas 83 630 imágenes, 118 guiones, 976 manuscritos, 7756 cartas y miles de otros documentos están disponibles para fines de investigación en el Centro de Investigación Chaplin en la Cineteca di Bologna. El archivo fotográfico, que incluye aproximadamente 10 000 fotografías de la vida y la carrera de Chaplin, se conserva en el Musée de l'Elysée en Lausana, Suiza. El British Film Institute también estableció la Charles Chaplin Research Foundation y la primera Conferencia internacional Charles Chaplin se celebró en Londres en julio de 2005. Por otro lado, elementos de muchas de las películas de Chaplin se conservan en el Academy Film Archive como parte de la Roy Export Chaplin Collection.

### Conmemoraciones y tributos
El último hogar de Chaplin, Manoir de Ban en Corsier-sur-Vevey, Suiza, se convirtió en un museo llamado «El mundo de Chaplin». Se inauguró el 17 de abril de 2016 después de quince años en desarrollo y Reuters lo describió como «un museo interactivo que muestra la vida y las obras de Charlie Chaplin». En el 128.º aniversario de su nacimiento, un número récord de 662 personas se vistieron como el vagabundo en un evento organizado por el museo. Anteriormente, el Museo de la Imagen en Movimiento de Londres realizó una exhibición permanente sobre Chaplin y albergó una exposición dedicada a su vida y carrera en 1988, mientras que el Museo de Cine de Londres albergó una exposición llamada «Charlie Chaplin-El gran londinense», desde 2010 hasta 2013.

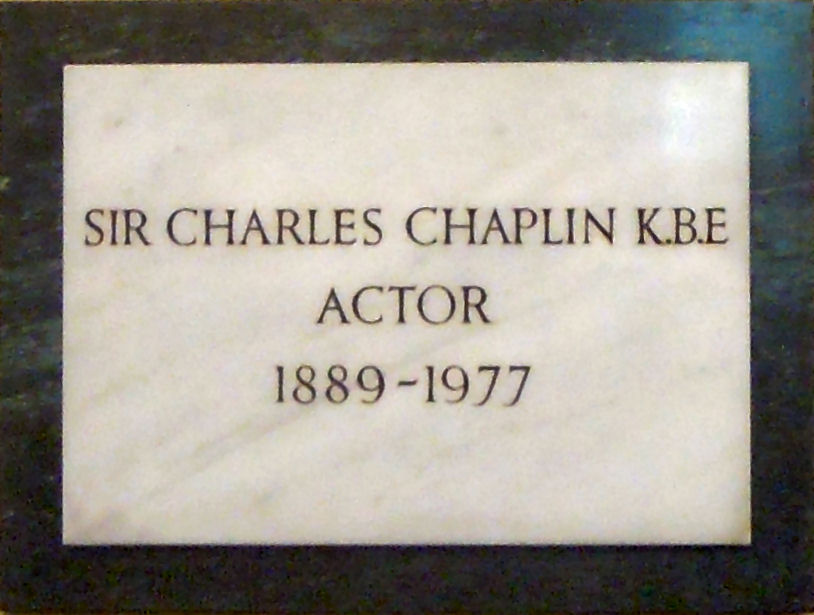
Placa conmemorativa de Chaplin en St. Paul's, Covent Garden, Londres.

En Londres, una estatua de Chaplin caracterizado como el vagabundo, esculpida por John Doubleday y presentada en 1981, se encuentra en Leicester Square. La ciudad también tiene una calle que lleva su nombre en el centro de Londres, Charlie Chaplin Walk, donde está emplazado el cine BFI IMAX. Hay nueve placas azules que conmemoran a Chaplin en Londres, Hampshire y Yorkshire, mientras que en Canning Town, East London, el Gandhi Chaplin Memorial Garden, inaugurado por la nieta de Chaplin, Oona Chaplin, en 2015, conmemora el encuentro entre Chaplin y Mahatma Gandhi en una casa local en 1931. La ciudad suiza de Vevey nombró un parque en su honor en 1980 y erigió una estatua ahí en 1982, y en 2011, dos grandes murales que representan a Chaplin en dos edificios de 14 pisos también fueron estrenados en Vevey. Chaplin también fue honrado por la ciudad irlandesa de Waterville, donde pasó varios veranos con su familia en la década de 1960: se erigió una estatua en 1998 y desde 2011, la ciudad ha sido sede del Festival de Cine de Comedia de Charlie Chaplin, que se fundó para celebrar el legado de Chaplin y mostrar nuevos talentos cómicos.
Entre otros tributos, el planetoide 3623 Chaplin (descubierto por la astrónoma soviética Liudmila Karachkina en 1981) fue bautizado con su nombre. A lo largo de la década de 1980, la imagen del vagabundo fue utilizada por IBM para publicitar sus computadoras personales. El centenario del nacimiento de Chaplin en 1989 se celebró con varios eventos en todo el mundo

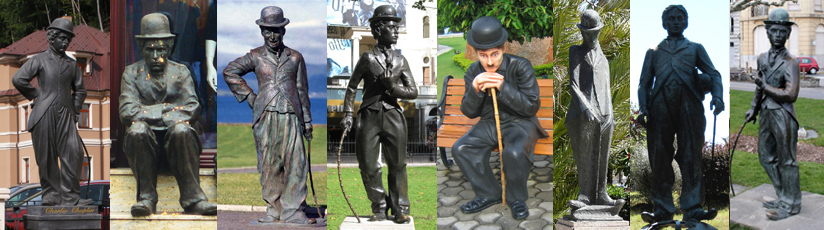
Estatuas de Charles Chaplin en diferentes ciudades
1. Teplice, República Checa.
2. Chełmża, Polonia.
3. Waterville, Irlanda.
4. Londres, Inglaterra, Reino Unido.
5. Hyderabad, India.
6. Alassio, Italia.
7. Barcelona, España.
8. Vevey, Suiza.

 y el 15 de abril de 2011, un día antes de su 122.º cumpleaños, Google lo conmemoró con un video especial de doodle en sus páginas de inicio globales y de otros países.

### Caracterizaciones
Chaplin fue el protagonista de una película biográfica, Chaplin (1992), dirigida por Richard Attenborough, protagonizada por Robert Downey Jr. en el papel principal y con Geraldine Chaplin en el rol de Hannah Chaplin. También fue uno de los personajes en la película de drama histórico The Cat's Meow (2001), donde fue interpretado por Eddie Izzard, y en la película para televisión The Scarlett O'Hara War (1980), donde fue recreado por Clive Revill. Una serie de televisión sobre la infancia de Chaplin, Young Charlie Chaplin, se emitió en PBS en 1989 y fue nominada a un premio Emmy al mejor programa infantil. La película francesa The Price of Fame (2014) fue un relato ficticio del robo de la tumba de Chaplin, mientras que Tommy Steele in Search of Charlie Chaplin investigó las raíces de Chaplin en el sureste de Londres.
La vida de Chaplin también fue el tema de varias producciones teatrales. Dos musicales titulados Little Tramp y Chaplin se produjeron a principios de la década de 1990, y en 2006, Thomas Meehan y Christopher Curtis crearon otro musical, Limelight: The Story of Charlie Chaplin, que se presentó por primera vez en La Jolla Playhouse en San Diego en 2010, tras lo cual fue adaptado para Broadway dos años más tarde y retitulado Chaplin - A Musical; el actor fue interpretado por Robert McClure en ambas producciones. En 2013, se estrenaron dos obras sobre Chaplin en Finlandia, Chaplin en el Svenska Teatern y Kulkuri en el Tampere Workers' Theatre.
Chaplin también fue caracterizado en la ficción literaria. Fue el protagonista del cuento de Robert Coover, Charlie in the House of Rue (1980), reimpreso en la colección de Coover de 1987, A Night at the Movies y Sunnyside (2009) de Glen David Gold, una novela histórica ambientada en el período de la Primera Guerra Mundial. Un día en la vida de Chaplin en 1909 se dramatizó en el capítulo titulado «Tiempos modernos» en Jerusalem (2016) de Alan Moore, una novela ambientada en la ciudad natal del autor, Northampton, Inglaterra. En la novela debut de Gorman Bechard, The Second Greatest Story Ever Told, Chaplin fue nombrado como la segunda venida de Jesucristo.

### Antecedente legal
Una demanda de 1928 presentada por Chaplin, Chaplin vs. Amador, 93 Cal. App. 358, 269 p. 544, sentó un precedente legal importante: «que la personalidad y el estilo de un artista, en este caso, el "tipo particular de bigote, el sombrero viejo y raído, la ropa y zapatos, el bombín decrépito, el chaleco mal ajustado, el saco apretado, y los pantalones y zapatos demasiado grandes para él, y junto con este atuendo, un bastón flexible que generalmente lleva, balancea y dobla mientras interpreta su papel", tienen derecho a la protección legal contra aquellos que imiten injustamente esos rasgos para engañar al público. El caso fue un hito importante en el reconocimiento definitivo de un atributo personalísimo en el derecho consuetudinario por parte de los tribunales estadounidenses.

## Trabajos escritos
- Chaplin, Charles (1922). My Wonderful Visit. Londres: Hurst & Blackett. OCLC 253039607.
- Chaplin, Charles; Haven, Lisa Stein (2014). A Comedian Sees the World. Columbia: Universidad de Missouri Press. OCLC 894511668.[n. 27]
- Chaplin, Charles; Robinson, David (2014). Charlie Chaplin: Footlights with The World of Limelight. Bologna: Edizioni Cineteca di Bologna. OCLC 876089834.[n. 28]
- Chaplin, Charles (1964). My Autobiography. Nueva York: Simon & Schuster. OCLC 1145727022.
- Chaplin, Charles (1974). My Life In Pictures. Nueva York: Grosset & Dunlap. OCLC 1064991796.
- Chaplin, Charles; Hayes, Kevin J. (2005). Charlie Chaplin: Interviews. Jackson: University Press of Mississippi. OCLC 54844183.[n. 29]